# Avvelenamento da elisir alchemico cinese
Gli effetti tossici degli elisir di lunga vita, contenenti metalli e minerali quali mercurio e arsenico, dell'alchimia cinese causarono numerosi casi avvelenamento nel corso dei secoli. La storiografia ufficiale cinese, le c.d. Ventiquattro Storie (zh. 二十四史S, Èrshísì ShǐP), registra il decesso per assunzione di tali elisir di diversi imperatori, nobili e funzionari. Il primo imperatore a morire per avvelenamento da elisir fu probabilmente proprio il primo imperatore della Cina, Qin Shi Huang (morto nel 210 a.C.), e l'ultimo fu Yongzheng (morto nel 1735) della dinastia Qing.
Nonostante fosse risaputo che le pozioni dell’immortalità potevano essere mortali, i fangshi prima e gli alchimisti taoisti poi continuarono a produrne per due millenni, a riprova d'una pratica che trovava largo consenso nel contesto culturale cinese per motivi che sono ancora oggi fonte di acceso dibattito.

## Terminologia
L'etimo di lingua italiana "elisir" deriva dal latino medievale elixir, dall'arabo إكسير ( al-ʾiksīr ), probabilmente dal greco antico ξήριον (xḗrion "una polvere essiccante per ferite"). L'elisir origina nell'alchimia medievale europea come «preparato per trasformare i metalli umili in oro» (v.si pietra filosofale) o «droga/essenza che prolunga indefinitamente la vita» (i.e. elisir di lunga vita). La parola è stata estesa figurativamente a significare «un rimedio sovrano per la malattia e adottato come epiteto per le medicine dei ciarlatani» (es. Elisir di Daffy) e «quintessenza/anima d'una cosa, il suo nocciolo o principio segreto». Nell'uso moderno, elisir è termine farmaceutico per «una soluzione aromatica zuccherata di alcol e acqua che serve come veicolo per la medicina». Al di fuori dei contesti culturali cinesi, per avvelenamento da elisir s'intende una contaminazione accidentale: es. l'avvelenamento di massa da elisir di sulfanilamide del 1937 negli Stati Uniti d'America.
丹T, DānP, lett. "Cinabro; Vermiglio; Elisir; Alchimia" è la parola chiave nell'elisir cinese di lunga vita. Il cinabro, minerale rosso (zh. 丹砂T, Dān ShāP, lett. "Sabbia cinabro"), era anticamente utilizzato per produrre il pigmento vermiglio (zh. 朱紅T, Zhū HóngP) e l'elemento del mercurio (zh. 水銀T, Shu YínP, lett. "Argento acquoso" o 汞T, GǒngP).

come riportato nella scrittura sulle ossa della tarda dinastia Shang (1600–1046 a.C. circa).

Secondo il Dizionario Etimologico ABC del cinese antico, l'etimologia del cinese standard moderno dān deriva dal cinese antico *tān (< * tlan ?) 丹 "rosso; vermiglio; cinabro", gān矸 in dāngān丹矸 da * tân-kân (< * tlan-klan ?) "cinabro; minerale vermiglio", e zhān da * tan旃 "una bandiera rossa" a sua volta dal proto-Kam-Sui * h-lan "rosso" o dal proto-sino-tibetano * tja-n o * tya-n " rosso". I doppietti * t- iniziale e * t- o * k- indicano appunto che l'antico cinese ha preso in prestito il termine da altra lingua.
Sebbene la parola dan ricorra frequentemente nella scrittura sulle ossa della tarda dinastia Shang (1600–1046 a.C. circa) e nelle iscrizioni su bronzo e su sigilli della dinastia Zhou (1045–256 a.C.), i paleografi non concordano sull'origine grafica del logografo 丹 e delle sue antiche varianti 𠁿 e 𠕑. Le prime scritture combinano un punto 丶o un tratto ⼀ (raffigurante un pezzo di cinabro) al centro d'una cornice circostante che si dice rappresenti, a seconda dell'interpretazione. Le principali interpretazioni sono:
- «井T, JǐngP, lett. "Pozzo" rappresenta la miniera da cui si estrae il cinabro» (Shuowen Jiezi);
- «il crogiuolo degli alchimisti taoisti» (Léon Wieger);
- «il contenuto di un recipiente quadrato» (Bernhard Karlgren);
- «posto in un vassoio o tavolozza per essere utilizzato come pigmento rosso» (Wang Hongyuan);
- «polvere minerale su un tessuto filtrante teso» (Joseph Needham e Gwei-djen Lu).[4]

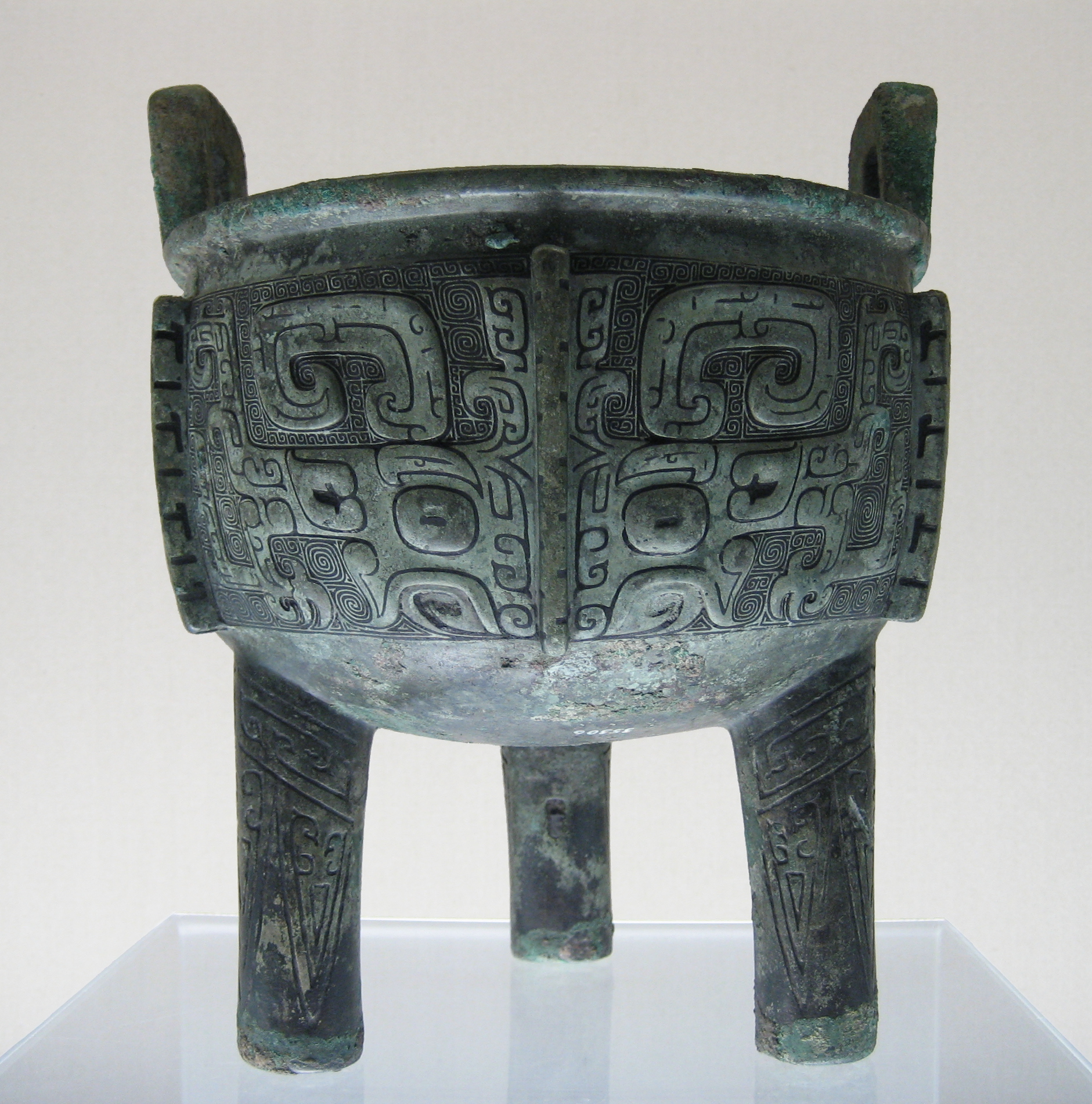
Un della tarda Dinastia Shang - Museo di Shangai.

Molti nomi di elisir cinesi sono composti di dan: 金丹T, Jīn DānP, lett. "Elisir d'oro; Elisir d'immortalità; Oro colloidale" (con 金T, JīnP, lett. "Oro"); 仙丹T, Xiān DānP, lett. "Elisir d'immortalità; Panacea" (con 仙T, XiānP, lett. "Immortale [taoista]"); e 神丹T, Shén DānP, lett. "Elisir divino" (con 神T, ShénP, lett. "Spirito/Dio"). 不死之藥T, Bùsǐ zhī yàoP, lett. "Medicina dell'immortalità" era un altro nome antico per l'elisir di lunga vita in Cina. La semantica stessa delle fasi e degli strumenti del processo di produzione alchemica prevedeva ampio uso di composti lessicali di dan: la preparazione delle pillole dell'immortalità era 煉丹T, Liàn dānP, lett. "Odore/Raffinare" e l'apposito calderone era il 丹鼎T, Dān DǐngP, lett. "Calderone/Vaso/Fornace per la preparazione delle pillole dell'immortalità", ove 鼎T, DǐngP, lett. "Calderone/Vaso/Fornace" è la più diffusa tipologia di vaso tripode, anche d'uso cerimoniale/rituale, dell'Antica Cina. Inoltre, gli antichi cinesi credevano che altre sostanze fornissero longevità e immortalità, in particolare il fungo 靈芝T, Líng ZhīP, lett. "Ganoderma".
La formazione in seno all'alchimia cinese, per tramite del 抱樸子T, 抱朴子S, BaopuziP, lett. "[Libro del] Maestro [che] abbraccia la semplicità" (c. 320) di Ge Hong, delle due distinte correnti del Waidan (zh. 外丹T, Wài DānP, lett. "Elisir/Alchimia esterno") basato sulla chimica e del Neidan (zh. 內丹T, Nèi DānP, lett. "Elisir/Alchimia interno") basato sulla fisiologia ha dato significati analoghi ma nuovi ai vecchi termini. Il corpo umano diventa così metaforicamente il 鼎T, DǐngP, lett. "Calderone/Vaso/Fornace" in cui l'adepto forgia i Tre Tesori (精T, JingP, lett. "Essenza" 氣T, QiP, lett. "Forza vitale" 神T, ShenP, lett. "Spirito") dell'elisir d'oro jindan (zh. 金丹T, Jin DanP, lett. "Elisir aureo") all'interno del 丹田T, Dān TiánP, lett. "Campo dell'elisir" nella parte inferiore dell'addome, il centro di massa del corpo umano nella medicina tradizionale cinese.
Nell'Antica Cina, alchimisti e farmacisti erano la stessa cosa. La medicina tradizionale cinese utilizzava anche preparati meno concentrati di cinabro e mercurio e dan vi significa "pillola; medicina" in generale: es. 丹方T, Dān FāngP è mutato semanticamente da "prescrizione per l'elisir dell'immortalità" a "prescrizione medica". Dan è stato lessicalizzato in termini medici come Preparazione della pillolaT, Dān JìS, 丹劑P e 丹藥T, Dān YàoP, lett. "Medicina della pillola".
I nomi cinesi degli elisir di lunga vita hanno paralleli con quelli d'altre culture e lingue eurasiatiche: es. gli indoiranici soma (dev. सोम) o haoma (xpeo. 𐏃𐎢𐎶); la amrita (sa. अमृत, lett. "Immortale") della mitologia induista e l'ambrosia (grc. ἀμβροσία?, ambrosìā, lett. "[Cibo] che rende immortale") della mitologia greca.

## Storia

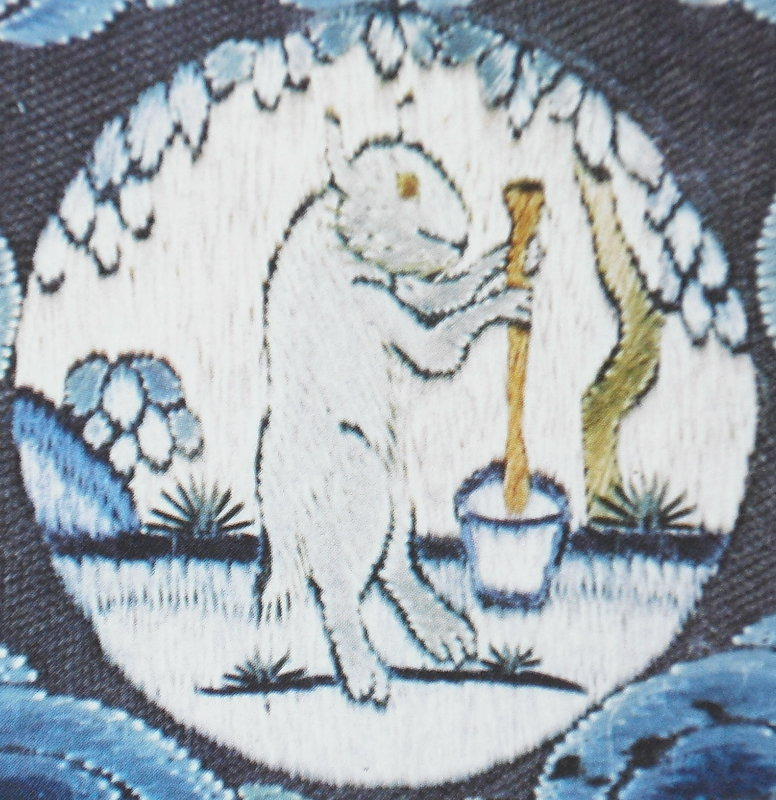
Il coniglio lunare, figura del folclore estremorientale, intento a preparare l'elisir di lunga vita sulla Luna - ricamo d'una veste imperiale cinese nel XVIII secolo.

La creazione dell'elisir di lunga vita, leggendaria pozione capace di donare l'immortalità a chiunque la beva, di riportarlo alla gioventù o semplicemente di rafforzarne e prolungarne la vitalità guarendone ogni malattia (panacea), nell'arco della storia umana, si è intrecciato col fiorire di tradizioni mitologiche, spirituali e religiose ed è sempre stato obiettivo principe della ricerca degli alchimisti. Nella storia della Cina, la pratica alchemica dell'elisir di lunga vita, ottenuto da sostanze metalliche e minerali, iniziò intorno al IV secolo a.C., nel tardo periodo degli Stati Combattenti, e raggiunse l'apice nel IX secolo sotto la dinastia Tang (618–907), quando ben cinque imperatori morirono per avvelenamento da elisir! Il fenomeno proseguì, tra alterne vicende, fino al XVIII secolo, regnante la dinastia Qing (1636–1912), quando mieté la sua ultima vittima eccellente: l'imperatore Yongzheng (morto nel 1735).
Le origini della pratica cinese di produrre e consumare l'elisir di lunga vita datano ai primordi della cultura cinese stessa, quando la mitologia cinese diffuse la credenza, poi amplificata dalla teologia taoista, che, al fianco delle divinità propriamente dette, gli 神S, ShénP, vivesse una categoria di spiriti/semidéi, gli xian (zh. 仙人T, XiānP, 'HsienW, lett. "Immortalità/Trascendenza"), il cui stato era dovuto al loro consumo dell'elisir di lunga vita. Il 列子S, Liè ZǐP, lett. "Libro del Vuoto Perfetto" di Lie Yukou (V-IV secolo a.C.), testo cardine del taoismo apparso nella sua forma definita nel II-III secolo, riporta infatti che «ci sono cinque montagne, chiamate Tai-yü, Yüan-chiao, Fang-hu, Ying-chou e P'eng-Iai. [...] Le torri e le terrazze sopra di esse sono tutte d'oro e giada, le bestie e gli uccelli tutti di bianco immacolato; gli alberi di perla e di granato crescono sempre fitti, fioriscono e portano frutti sempre succulenti, e coloro che ne mangiano non invecchiano e non muoiono mai. Gli uomini che dimorano lì appartengono tutti alla razza dei 仙聖T, Saggi ImmortaliP, che volano, troppi per essere contati, da e per una montagna all'altra in un giorno e una notte.»

### Periodo degli Stati Combattenti
La prima menzione dell'alchimia dell'immortalità in Cina si registra in connessione con l'apparire dei fangshi (zh. 方士S, FāngshìP, lett. "Gentiluomini che possiedono ricette magiche o Maestri dei metodi") nel IV secolo a.C. Questi fangshi, specialisti nelle c.d. "tecniche dell'immortalità" (xian, qui inteso come pratica alchemico-esoterica e non come status semidivino/spiritico) e in altre arti cosmologiche ed esoteriche, a metà strada tra gli antichi sciamani ed i successivi sacerdoti taoisti propriamente detti (i daoshi, zh. 道士S, lett. "Maestri del Dao"), vennero impiegati dai governanti sinici del tempo come divinatori, consiglieri ed alchimisti.
I testi Zhanguo Ce e Han Feizi, entrambi datati al III secolo a.C., registrano la storia di re Qingxiang di Chu (r. 298–263 a.C.) a cui fu presentata una 不死之藥T, Bùsǐ zhī yàoP, lett. "Medicina dell'immortalità". Mentre il ciambellano portava l'elisir a palazzo, una guardia gli chiese se fosse commestibile e, quando rispose sì, l'afferrò e ingurgitò. Il re, adirato, condannò a morte la guardia ma un amico di questi lo dissuase dicendogli «dopo tutto la guardia ha chiesto al ciambellano se si poteva mangiare prima che lui lo mangiasse. Quindi la colpa è del ciambellano e non sua. Inoltre quello che l'ospite ha presentato era un elisir di lunga vita ma se ora giustizi il tuo servitore dopo che l'ha mangiato, sarà un elisir di morte (e l'ospite sarà un bugiardo). Ora invece di uccidere un agente innocente per dimostrare la falsa affermazione d'un ospite, sarebbe meglio rilasciare la guardia.»

### Dinastia Qin

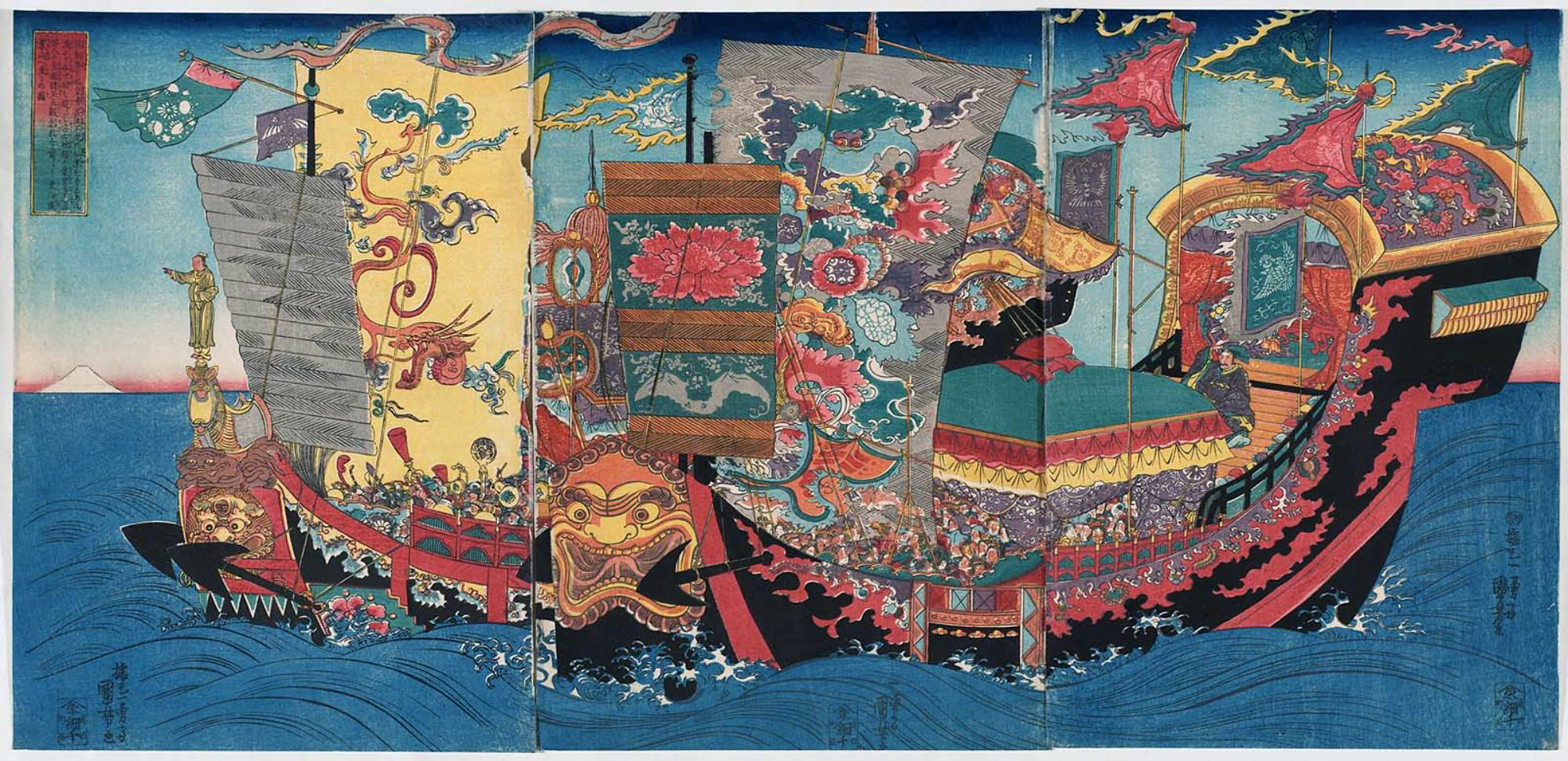
La spedizione di Xu Fu al Monte Penglai - dipinto di Utagawa Kuniyoshi.

Qin Shi Huang, fondatore della dinastia Qin (221–206 a.C.) e primo imperatore della Cina (r. 221–210 a.C.), temeva la morte e trascorse l'ultima parte della sua vita all'ossessiva ricerca dell'elisir di lunga vita, fomentando i sospetti che il suo decesso sia riconducibile all'assunzione di pozioni velenifere. Shi Huang inviò non a caso il fangshi Xu Fu con una flotta nell'Oceano Pacifico alla ricerca del leggendario monte Penglai, una delle sopracitate dimore immortali, per mettere le mani sui frutti del 不死之樹T, Busi zhi shuP, lett. "Albero dell'immortalità" e sul potente fangshi che vi risiedeva, il semi-mitico Anqi Sheng. Qin Shi Huang stesso visitò in almeno tre occasioni (l'ultima nel 210 a.C.) l'isola di Zhifu, già sito di sepoltura della dinastia Zhou, in cerca del Busi zhi shu.

### Dinastia Han
L'interesse per l'elisir di lunga vita proseguì con la dinastia Han (206 a.C.–220 d.C.), succeduta nella guida della Cina unita all'effimera parentesi Qin. L'imperatore Han Wudi (r. 156–87 a.C.) impiegò così tanti fangshi che affermavano di potergli produrre la sostanza leggendaria «che praticamente chiunque avesse una plausibile "tradizione segreta" si precipitò a corte per riscuotere la sua ricompensa.» Il Libro degli Han riporta che intorno al 133 a.C. il fangshi Li Shaojun disse all'imperatore «sacrifica alla stufa 竈T, zaoP e sarai in grado di evocare "cose" [spiriti]. Evoca gli spiriti e potrai trasformare la polvere di cinabro in oro giallo. Con quest'oro giallo potrai fare dei vasi per mangiare e bere. Allora aumenterai la durata della tua vita. Avendo aumentato la durata della tua vita, potrai vedere il Monte Penglai ch'è in mezzo al mare. Allora potrai compiere i sacrifici 封T, fengP e 禅T, shanP e sfuggire alla morte.»

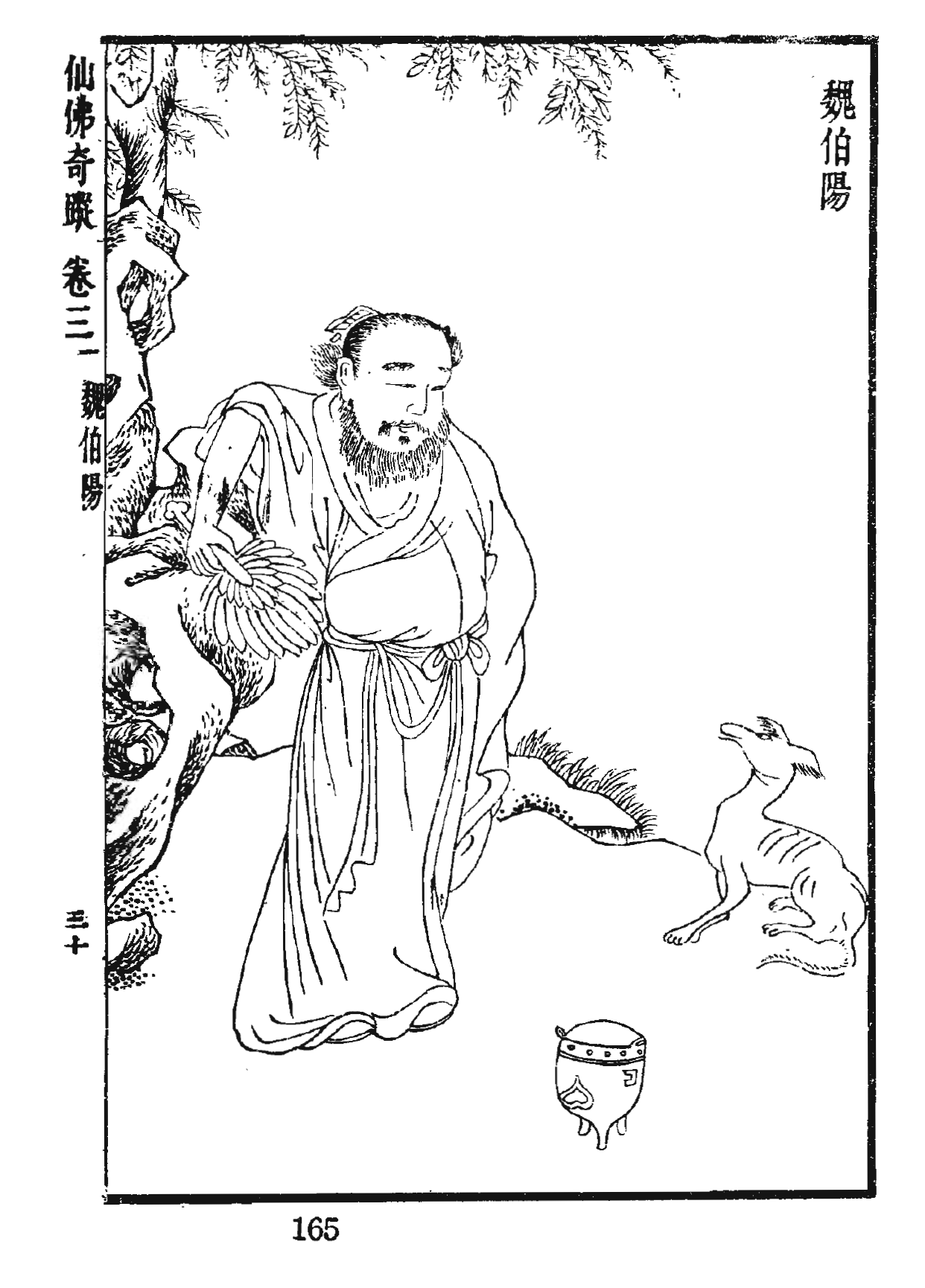
L'alchimista Wei Boyang col suo cane e il crogiolo - xilo. del XVII secolo.

Il semi-leggendario alchimista Wei Boyang, nel suo 周易參同契T, 周易参同契S, Zhōuyì Cāntóng qìP, lett. "La parentela dei tre [secondo il] Libro dei Mutamenti" (c. 142), considerato il più antico libro alchemico completo del mondo, tracciò le linee guida seguite per secoli nella preparazione dell'elisir di lunga vita. Indicò mercurio e piombo come ingredienti principali, limitando i potenziali esperimenti successivi e facilitando così gli avvelenamenti! È del tutto possibile che «molti degli alchimisti più brillanti e creativi siano rimasti vittime dei propri esperimenti assumendo elisir pericolosi.»
La tradizione successiva ricorda un celebre esempio di sperimentazione animale degli elisir da parte di Wei Boyang. S'era isolato in montagna per preparare l'elisir di lunga vita, accompagnato da tre discepoli, due dei quali erano scettici. Quando l'alchimia fu completata, Wei disse: «Anche se l'elisir d'oro è ormai completo, dovremmo prima testarlo dandolo da mangiare a un cane bianco. Se il cane riesce a volare dopo averlo preso, allora è commestibile per l'uomo; se il cane muore, allora non lo è.» Il cane morì ma Wei e il suo discepolo Yu presero la medicina e morirono immediatamente, spingendo alla fuga i due cauti discepoli. Wei e Yu in seguito si ripresero, si rallegrarono della loro fede, presero altro elisir e divennero immortali.
Storicamente, l'ingestione di elisir è menzionata per la prima volta nel c. 81 a.C. nei 鹽鐵論T, Yán Tiě LùnP, lett. "Discorsi sul sale e sul ferro" svoltisi presso la corte Han a Chang'an sotto l'egida di Huo Guang, allora reggente per il giovane imperatore Zhao di Han. Ottant'anni dopo, la pratica è apertamente criticata da Gu Yong, ministro dell'imperatore Han Chengdi (r. 33–7 a.C.).

### Sei Dinastie
Durante il turbolento periodo delle Sei Dinastie (220–589) che seguì al crollo degli Han, l'auto-sperimentazione con le droghe divenne comune e molte persone provarono a prendere elisir di lunga vita e la droga psicoattiva nota come "polvere di cibo freddo". Fu allora che gli alchimisti taoisti, ormai subentrati nella gestione della materia ai fangshi che in questo periodo scomparvero, iniziarono a registrare gli effetti collaterali spesso fatali degli elisir. Il sopracitato studioso taoista Ge Hong attivo in questo periodo, elenca, nel suo Baopuzi, 56 preparati chimici ed elisir, 8 dei quali velenosi, con l'avvelenamento da mercurio quale sintomo più comunemente riportato.

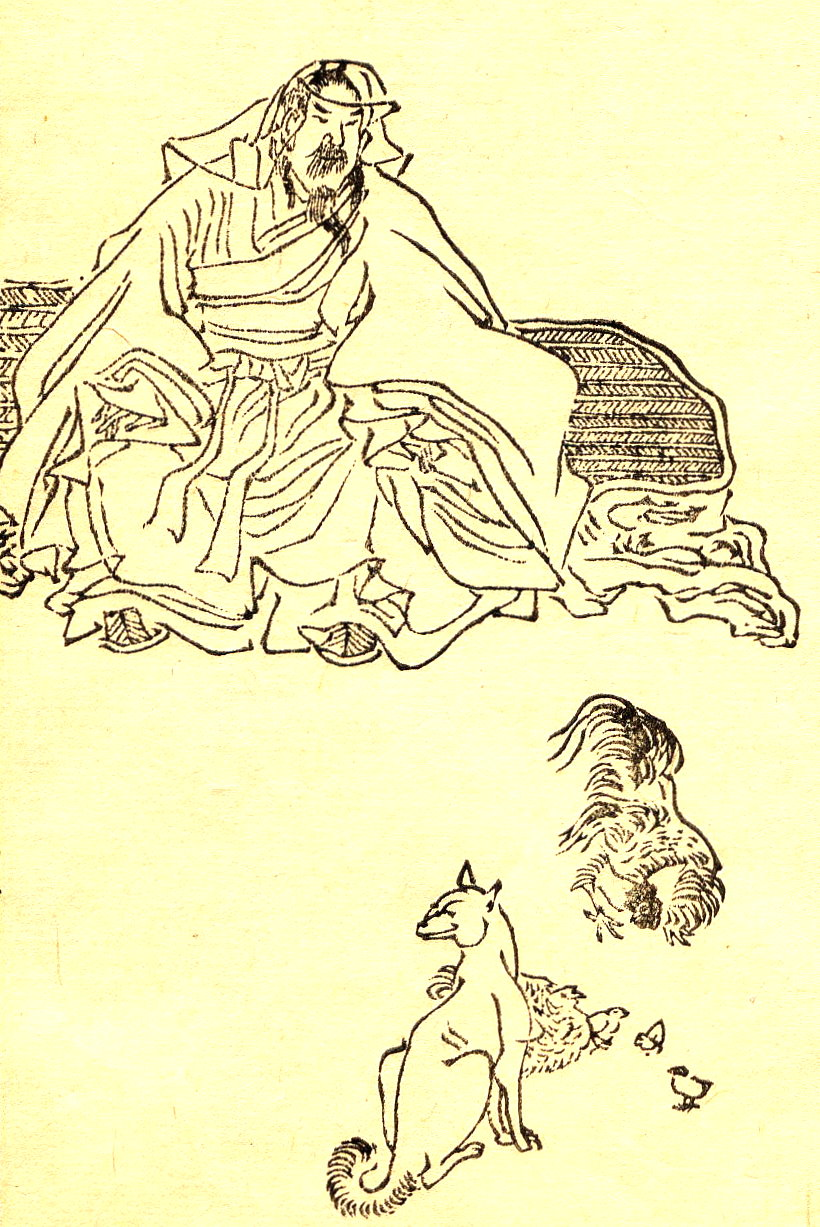
L'alchimista Ge Hong - ill. del XX secolo.

Gli utilizzatori d'elisir delle Sei Dinastie spesso avevano comprensioni e intenzioni diverse. Una singola formula alchemica poteva essere usata perché «suicida, terapeutica o simbolica e contemplativa» e la sua assunzione poteva essere «un evento unico e decisivo o una fantasmagoria rituale ripetuta»:
- in un insolito caso d'avvelenamento involontario da elisir, l'imperatrice Jia Nanfeng (257–300) fu costretta a suicidarsi bevendo il 金屑酒T, JinxiaojiuP, lett. "Vino con frammenti d'oro".[27]
- l'imperatore Ai di Jin (r. 361–365) morì a venticinque anni causa il suo desiderio di sfuggire alla vecchiaia. Il Libro dei Jin ricorda che praticava il bigu «evitando il grano» e consumava elisir alchemici ma fu avvelenato da un'overdose e «non sapeva più cosa stava succedendo intorno a lui.»[30] Ironicamente, l'imperatore esaudì il suo desiderio poiché l'elisir «gl'impedì effettivamente di invecchiare.»[8]
- l'imperatore Daowu (r. 371–409), fondatore della dinastia Wei del nord, era cautamente interessato all'alchimia e usò criminali condannati per sperimentazioni cliniche di elisir dell'immortalità, come aveva fatto Mitridate VI del Ponto (r. 120–63 a.C.) secoli prima. Il Libro degli Wei ricorda che nel 400 istituì l'ufficio dell'Alchimista Reale, costruì un laboratorio imperiale per la preparazione di farmaci ed elisir e riservò le montagne occidentali per la fornitura di legna da ardere per le fornaci alchemiche. «Inoltre, ordinò ai criminali condannati a morte di testare [i prodotti] contro la loro volontà. Molti di loro morirono e [gli esperimenti non diedero] alcun risultato decisivo.»[31]

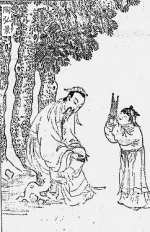
L'alchimista Tao Hongjing.

Molti testi delle Sei Dinastie mettevano specificamente in guardia sulla tossicità degli elisir: es. il farmacologo taoista della Scuola di Shangqing (zh. 上清T, lett. "Suprema Chiarezza/Purezza"), Tao Hongjing, nel suo 真誥T, Zhen'gaoP, lett. "Dichiarazioni dei Perfezionati", nel 499, così descrisse l'assunzione di un elisir di polvere bianca da lui confezionato:
(Tao Hongjing)
Fatte queste premesse, lo studioso Strickmann asserisce che un potenziale alchimista taoista doveva esser stato fortemente motivato dalla fede e da una ferma fiducia nel suo destino postumo per assumere elisir, dato che «si sarebbe suicidato con mezzi consacrati.» Il discepolo di Tao Hongjing, Zhou Ziliang (497–516), ebbe ripetute visioni delle divinità del monte Maoshan (presso Nanchino) presso il quale viveva il suo romitaggio annunciantigli che il suo destino era divenire immortale previo suicidio rituale con un elisir velenoso composto da funghi e cinabro. Nel 517, Tao pubblicò il 周氏冥通記T, Zhoushi mingtong jiP, lett. "Registrazioni delle comunicazioni del signor Zhou con l'invisibile" descrivendo in dettaglio le visioni dei suoi discepoli.
L'imperatore Wu (r. 502–549), fondatore della dinastia Liang, amico di vecchia data di Tao Hongjing, fu comunque cauto nell'assumere l'elisir di lunga vita. La Storia delle dinastie meridionali ricorda che l'imperatore chiese al saggio di studiare l'alchimia degli elisir. Quando Tao ebbe imparato quell'arte segreta, si preoccupò della carenza di materiali. «Così l'imperatore gli fornì oro, cinabro, solfato di rame, realgar, ecc. Una volta completato il processo, gli elisir avevano l'aspetto del gelo e della neve e facevano davvero sentire il corpo più leggero. L'imperatore prese un elisir e lo trovò efficace.» Tao trascorse i suoi ultimi anni lavorando su diversi elisir e ne presentò tre all'imperatore che aveva rifiutato gli elisir dell'immortalità da Deng Yu che affermava di aver vissuto 30 anni senza cibo, consumando solo sassi di mica nell'acqua d'un ruscello.
L'imperatore Wenxuan (r. 550–559) della dinastia Qi Settentrionale fu uno dei primi scettici riguardo agli elisir di lunga vita. Ordinò ai suoi alchimisti di creare il 九還金丹T, Jiuhuan jindanP, lett. "Nove volte l'elisir trasformato ciclicamente" ma lo tenne al sicuro in una scatola di giada affermando ch'era «ancora troppo affezionato ai piaceri del mondo per prendere il volo immediatamente nei cieli. Intendo consumare l'elisir solo quando starò per morire.»

### Dinastia Tang
Almeno cinque imperatori della dinastia Tang (618–907) furono inebetiti e uccisi dagli elisir di lunga vita. Due coppie padre-figlio d'imperatori Tang del IX secolo morirono quasi in successione a causa degli elisir: prima Xian Zong (r. 805–820) e Mu Zong (r. 820–824), poi Wu Zong (r. 840–846) e Xuān Zong (r. 847–859). In entrambi i casi, l'imperatore appena intronizzato giustiziò, comprensibilmente, gli alchimisti taoisti rei dell'uccisione del padre ma poi s'affidò ad altri ciarlatani e ne consumò parimenti le pozioni.

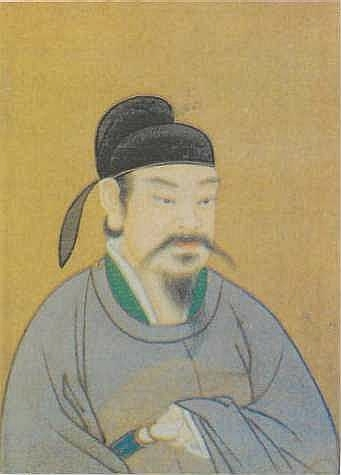
L'imperatore Xian Zong di Tang. (r. 805–820)
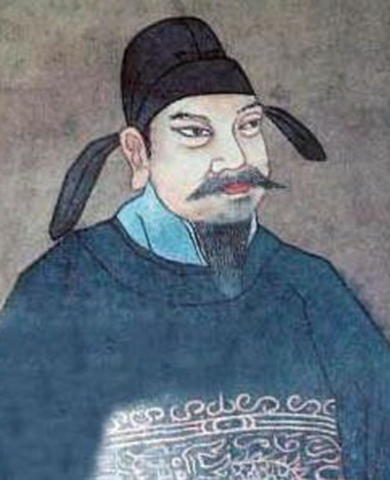
L'imperatore Mu Zong di Tang, figlio di Xian Zong. (r. 820–824)
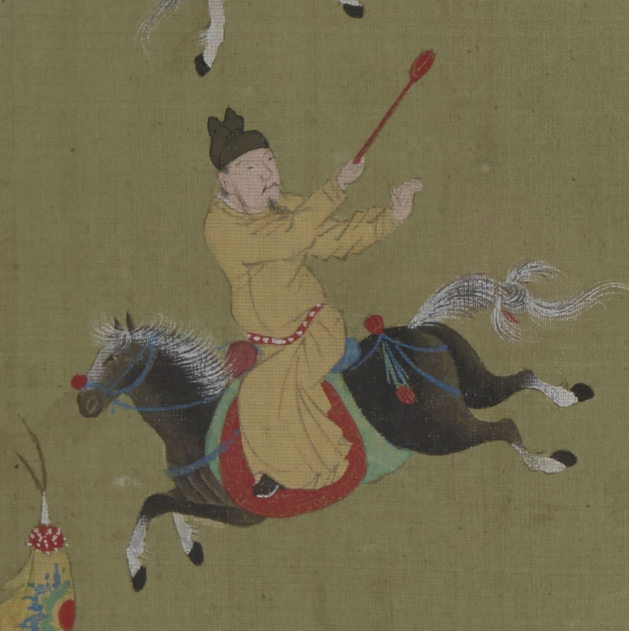
L'imperatore Jing Zong di Tang, figlio di Mu Zong. (r. 824–827)
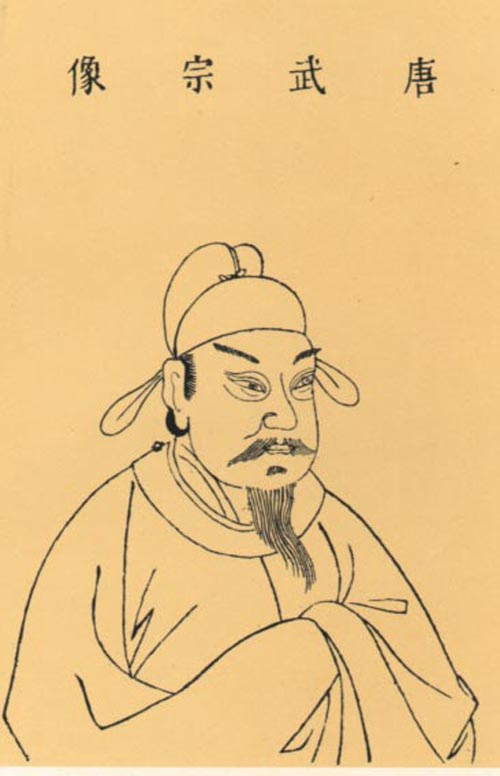
L'imperatore Wu Zong di Tang, figlio di Mu Zong. (r. 840–846)
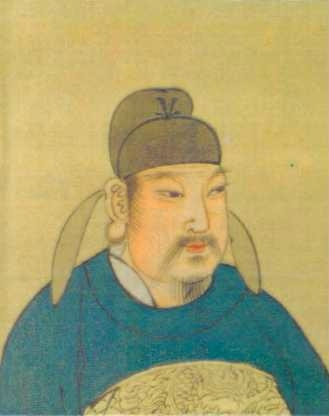
L'imperatore Xuān Zong di Tang, figlio di Xian Zong. (r. 847–859)

L'imperatore Xian Zong (r. 805–820) perse indirettamente la vita a causa dell'avvelenamento da elisir. Leggiamo nel Xu TongzhiP, lett. "Supplemento alle collezioni storiche" che «illuso dai detti degli alchimisti, ingerì l'elisir d'oro e il suo comportamento divenne molto anormale. S'offendeva facilmente con gli ufficiali che incontrava quotidianamente, tanto che nelle carceri rimaneva poco spazio libero.» Un funzionario scrisse pertanto nel 819 un avveduto memoriale al trono con il quale sperava di ricondurre il sovrano a più miti consigli:
Sfortunatamente, Xian Zong respinse quest'appello, così gli eunuchi di palazzo Wang Shoucheng e Chen Hongzhi l'assassinarono (820).
Quando il figlio e successore di Xian Zong, Mu Zong (r. 820–824), salì al trono con il supporto degli eunuchi, giustiziò gli alchimisti che avevano avvelenato suo padre ma in seguito iniziò a prendere lui stesso gli elisir. Un nuovo funzionario scrisse dunque a Mu Zong un memoriale nel 823 avvertendolo che:
Mu Zong apprezzò il ragionamento ma s'ammalò e morì per avvelenamento di lì a poco e si suppone che gli eunuchi di palazzo ricorsero proprio agli elisir velenosi per assassinare il suo giovane successore, Jing Zong (r. 824–827).
Il successivo imperatore Tang a morire per avvelenamento da elisir fu Wu Zong (r. 840–846), figlio di Mu Zong. Secondo il Libro dei Tang, «prediligeva gli alchimisti, prendeva alcuni dei loro elisir, coltivava le arti della longevità e accettava personalmente i talismani [taoisti]. Le medicine lo rendevano molto irritabile, facendogli perdere ogni normale autocontrollo nella gioia o nella rabbia; infine, quando la sua malattia peggiorò, non riuscì a parlare per dieci giorni di seguito.» Il Cancelliere Li Deyu e altri funzionari gli chiesero udienza ma lui rifiutò e successivamente morì nell'846.
Anche il successore di Wu Zong, Xuān Zong (r. 846–859), figlio Xian Zong e zio dei tre imperatori che l'avevano preceduto, morì per avvelenamento da elisir. Si fece patrono di alcuni taoisti che preparavano elisir dell'immortalità d'origine vegetale, forse perché suo padre era morto per avvelenamento da elisir metallici e minerali. Il Nuovo libro dei Tang riporta che l'imperatore ricevette una tintura di vino di edera (常春藤, Hedera helix) che l'adepto taoista Jiang Lu sosteneva avrebbe trasformato i capelli bianchi in neri e avrebbe fornito longevità. Quando l'imperatore seppe che molte persone morivano di morte violenta dopo aver bevuto la tintura di edera, smise di prenderla. Jiang fu pubblicamente svergognato e l'imperatore accolse la sua richiesta di cercare sulle montagne la pianta giusta ma non si fece mai più vedere. Secondo il Dongguan zuoji (Registro dei memoriali della Biblioteca orientale) dell'890, «un ufficiale medico, Li [Xuanbo], presentò all'imperatore il cinabro riscaldato e domato dal fuoco al fine di ottenerne il favore. Così la malattia ulcerosa dell'imperatore era tutta imputabile al suo delitto.»
Non solo gli imperatori ma anche molti letterati Tang erano interessati all'alchimia. Sia Li Bai sia Bai Juyi scrissero poesie sul Cantong qi e sugli elisir alchemici. Anche altri poeti, tra cui Meng Haoran, Liu Yuxi e Liu Zongyuan, riferirono della composizione dell'elisir nelle loro opere.

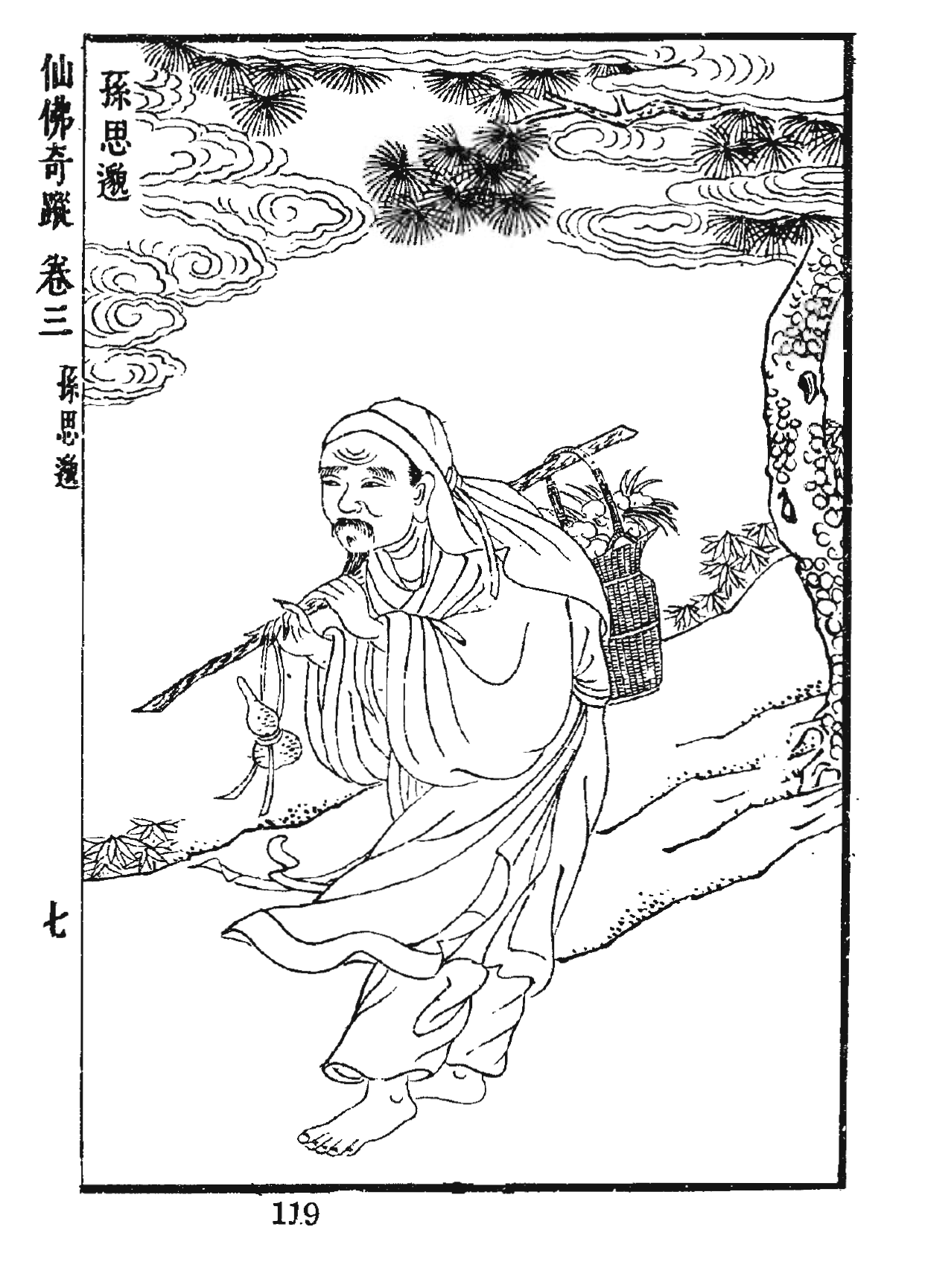
Il medico e alchimista Sun Simiao.

L'influente medico e alchimista Tang Sun Simiao, rinomata figura nella storia della medicina cinese, nel suo 太清真人大丹T, Taiqing zhenren dadanP, lett. "Grandi elementi essenziali di purezza dei manuali di elisir per la trasmissione orale" del c. 640 raccomanda 14 formule di elisir che aveva trovato efficaci, la maggior parte delle quali sembrano velenose, contenendo mercurio e piombo, se non arsenico, come ingredienti! Il suo 千金要方T, Qianjin yifangP, lett. "Supplemento ai mille rimedi d'oro" c. 659 afferma categoricamente che il mercurio, il realgar, l'orpimento, lo zolfo, l'oro, l'argento e il vetriolo sono velenosi ma li prescriveva in quantità molto maggiori per gli elisir che per le medicine. A differenza del consumo d'arsenico solubile (come nelle acque sotterranee), quando si mangia arsenico in polvere «si possono raggiungere livelli sorprendenti di tolleranza» e Sun Simiao potrebbe aver pensato che quando gli esseri umani avessero raggiunto un livello «vicino a quello degli immortali, i loro corpi avrebbero potuto non essere più suscettibile al veleno.»
Gli alchimisti Tang erano comunque ben consapevoli del problema dell'avvelenamento da elisir. Il 真元妙道要略T, Zhenyuan miaodao yaolüeP, lett. "Sinossi degli elementi essenziali del misterioso Dao della vera origine" dell'VIII-IX secolo elenca 35 errori comuni nella preparazione dell'elisir: es. morte per elisir a base di cinabro, mercurio, piombo e argento; foruncoli sulla testa e piaghe sulla schiena per ingestione di cinabro preparato arrostendo insieme mercurio e zolfo; avvelenamento da "piombo liquido" fuso; ecc.
Il 玄解錄T, Xuanjie luP, lett. "Registrazione di antidoti misteriosi" c. 850, noto come il libro stampato più antico del mondo su un argomento scientifico, raccomanda una potente composizione a base di erbe che serve sia come elisir sia come antidoto per il comune avvelenamento da elisir. La procedura per preparare queste 守仙五子丸T, Shouxian wuzi wanP, lett. "Pillole a cinque erbe per la salvaguardia dell'immortalità" è: prendere 5 once ciascuno di uva spina indiana, lampone selvatico, cuscuta, bacca a cinque sapori e piantaggine a foglia larga e pestarli in una farina. Mescolarlo con succo di bosso e succo di falsa margherita e asciugare. Scaldare delle mandorle in un recipiente d'argento con del buon vino, aggiungendo digitale, tofu e colla di cervo, poi combinare il tutto con le cinque erbe e asciugarlo in piccole pillole. La dose abituale è di 30 pillole al giorno da assumere con il vino, evitando però di mangiare carne di maiale, aglio, senape e rape durante l'assunzione.
Gli alchimisti Tang si divisero pertanto in due scuole di pensiero sull'avvelenamento da elisir. La prima ignorava completamente il pericolo del veleno e considerava i sintomi spiacevoli dopo l'assunzione dell'elisir come eventi avversi che ne confermavano l'efficacia. La seconda scuola ammetteva invece che alcuni costituenti metallici e minerali dell'elisir erano velenosi e cercava di neutralizzarli o di sostituirli con sostanze vegetali meno pericolose.
Un esempio di approccio della prima scuola è il 太清石壁記T, Taiqing shibi jiP, lett. "Registri della Camera della Roccia" del VI secolo che descrisse gli effetti collaterali dell'elisir e consigliò metodi per portar sollievo al paziente:
(Taiqing shibi ji)
Molti di questi sintomi sono caratteristici dell'avvelenamento da metalli (formicolio, edema e debolezza delle estremità) e portano poi a foruncoli e ulcere infette, nausea, vomito, dolore gastrico e addominale, diarrea e mal di testa. Per alleviare gli effetti collaterali quando l'elisir fa effetto, il Taiqing shibi ji raccomanda di fare bagni caldi e freddi e di bere una miscela di scalogno, salsa di soia e vino. Se ciò non porta sollievo, allora si dovrebbe combinare e far bollire un nido di calabroni, euforbia, sigillo di Salomone ed efedra in una pozione e prenderne una dose.
Alla seconda scuola appartiene invece il 張真人金石靈沙論T, Zhang zhenren jinshi lingsha lunP, lett. "Discorso dell'adepto Zhang sui metalli, i minerali e il cinabro" dell'VIII secolo che enfatizzava la natura velenosa dell'oro, dell'argento, del piombo, del mercurio e dell'arsenico, e descrisse d'aver assistito a molti casi di morte prematura causata dal consumo di cinabro. Zhang credeva tuttavia che i veleni potessero essere resi innocui scegliendo e combinando adeguatamente ingredienti adiuvanti e complementari; ad esempio l'oro dovrebbe essere sempre usato insieme al mercurio, mentre l'argento può essere usato solo se combinato con oro, carbonato di rame e realgar per la preparazione dell'elisir d'oro jindan. Molti scrittori alchemici Tang tornarono alla moda di usare oscuri sinonimi per gli ingredienti, forse a causa del numero allarmante di avvelenamenti da elisir e per il desiderio di dissuadere gli alchimisti dilettanti dallo sperimentare su se stessi. Comunque, entro il XIV secolo, gli alchimisti più cauti avrebbero generalmente cambiato gli ingredienti dell'elisir da minerali e metalli a piante e animali.
Il trattato tardo-Tang/primo-Song 黄帝九鼎神丹經訣T, Huangdi jiuding shendan jingjueP, lett. "Spiegazione del Manuale dell'Imperatore Giallo dell'Elisir Magico a Nove Vasi" riporta che «gli antichi maestri [lett. saggi] raggiunsero tutti la longevità e preservarono le loro vite [lett. ossa] consumando elisir ma i discepoli [lett. studiosi] successivi hanno subito la perdita della vita e la decomposizione delle ossa a causa di tale consumo» spiegando poi gli antichi metodi segreti per rendere innocui gli ingredienti degli elisir trattandoli con vino ottenuto da foglie e radici di agnocasto o con salnitro e aceto. Un altro metodo per rimuovere, presumibilmente, il veleno dal mercurio era metterlo nel vino invecchiato di tre anni, aggiungere sale ammoniacale e farlo bollire per 100 giorni.

### Cinque Dinastie
Due sovrani morirono per avvelenamento da elisir durante il periodo di disordine politico-militare post-Tang noto come delle Cinque Dinastie (907–979). Zhu Wen o imperatore Taizu (r. 907–912), fondatore della dinastia Liang posteriore (907-923), fu inebetito dall'avvelenamento da elisir e fu pertanto assassinato. Li Bian o imperatore Liezu (r. 937–943), fondatore della dinastia Tang meridionale, assumeva l'elisir di lunga vita venendone reso irritabile e mortalmente malato, ravvedendosi del suo errore solo la notte prima del decesso ed ammonendo il figlio a non fare lo stesso: «Ho preso queste medicine fatte d'oro e minerali per cercare di allungare la mia vita ma invece mi hanno fatto del male! Dovresti essere cauto su questo.»
L'adepto taoista Chen Tuan (morto nel 989) consigliò a due imperatori, Chai Rong (imperatore Shizong) della dinastia Zhou posteriore nel 956 e l'imperatore Taizu di Song nel 976, di non preoccuparsi degli elisir ma di dirigere le loro menti al miglioramento dell'amministrazione statale.

### Dinastia Song
Dopo il suo periodo di massimo splendore sotto i Tang, l'alchimia taoista riprese a fiorire sotto la dinastia Song (960–1279), emersa vincitrice dal caos delle Cinque Dinastie ed il cui regno, economicamente molto florido, fu in generale caratterizzato da grande vivacità intellettuale ed avanzamenti tecnologici. Poiché sei imperatori Tang e molti funzionari di corte morirono per avvelenamento da elisir, gli alchimisti Song esercitarono maggiore cautela, non solo nella composizione degli elisir ma anche nei tentativi di trovare metodi farmaceutici per contrastarne gli effetti tossici. Si ridusse il numero degli ingredienti utilizzati nelle formule degli elisir e si tornò all'antica e difficile terminologia del Cantongqi, forse per nascondere i procedimenti a operatori avventati e ignoranti. Fu in questo periodo che l'alchimia psico-fisiologica Neidan divenne sempre più popolare a discapito dell'alchimia chimica/laboratoristica Waidan.
Sotto i Song, la pratica di consumare elisir metallici non era limitata alla corte imperiale ma si estese a chiunque fosse abbastanza ricco da permetterselo. L'autore e funzionario Ye Mengde (1077–1148) riportò come due dei suoi amici fossero morti a causa degli elisir dell'immortalità in un decennio. Lin Yanzhen, che si vantava della sua salute e della sua forza muscolare, prese un elisir per tre anni, «dopo di che gli si svilupparono delle ulcere nel petto, prima vicino ai peli, grosse come chicchi di riso, poi dopo un paio di giorni il suo collo si gonfiò così che il mento e il petto sembravano continui.» Lin morì dopo dieci mesi di sofferenza e i suoi medici scoprirono che la polvere di cinabro si era accumulata nel suo pus e nel sangue. Xie Renbo, invece, «sentiva di qualcuno che aveva del cinabro domato dal fuoco, lo inseguiva, senza preoccuparsi della distanza, e la sua unica paura era che non ne avrebbe avuto abbastanza.» Anche lui sviluppò ulcere sul petto ma, sebbene i suoi amici notassero cambiamenti nel suo aspetto e nel suo comportamento, non riconobbe di essere stato avvelenato «finché, all'improvviso, non si abbatté su di lui come una tempesta di vento e pioggia, e morì in una sola notte.»

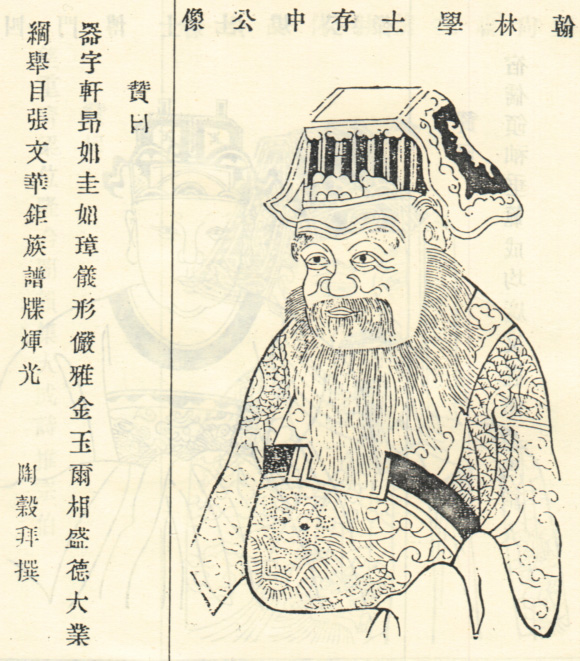
Shen Kuo - ill. del XIX secolo.

I 夢溪筆談T, 梦溪笔谈S, Meng Xi Bi TanP, lett. "Saggi dello Stagno dei Sogni" dello scienziato e statista Shen Kuo (1031-1095), nel 1088, suggerirono che i composti del mercurio potevano essere preziosi dal punto di vista medico e necessitavano di ulteriori studi, prefigurando l'uso di composti metallici nella medicina moderna, come il mercurio nel salvarsan per curare la sifilide o l'antimonio per la cura della leishmaniosi umana. Shen riporta che un suo cugino, una volta, trasformò il cinabro in un elisir ma uno dei suoi studenti ne mangiò erroneamente un pezzo avanzato, cominciò a delirare e morì l'indomani.
(Shen Kuo)
Su Shi (1037-1101), studioso e farmacologo dei Song, conosceva le vanterie degli alchimisti di poter prolungare la vita ma scrisse in una lettera che «recentemente ho ricevuto del cinabro [elisir] che mostra un colore davvero notevole ma non riesco a trovare abbastanza coraggio per provarlo.»
L'esperto medico legale Song Ci (1186-1249), da taluni ritenuto il padre della scienza forense, conosceva gli effetti dell'avvelenamento da metalli e la sua opera del c. 1235 洗冤集錄T, lett. "L'eradicazione dei mali - Casi di ingiustizia rettificata" fornisce un test per rilevare l'avvelenamento da mercurio in un cadavere: immergere un pezzo d'oro nell'intestino o nei tessuti e vedere se si forma un amalgama superficiale. Descrive anche le coliche, i crampi e le perdite di sangue derivanti dall'avvelenamento da arsenico e fornisce diversi antidoti inclusi gli emetici.

### Dinastia Yuan
La dinastia Yuan (1271–1368), fondata da Kublai Khan, nipote di Gengis Khan, riunì l'Impero cinese sotto un unico scettro e vi accluse la Mongolia, la Manciuria e lo Yunnan. In generale, i mongoli si dimostrarono avidi nel beneficiare e munifici nell'implementare lo sviluppo scientifico-tecnologico che aveva caratterizzato l'era Song. Grazie poi alla Pax mongolica ed ai conseguenti riallacciati contatti tra la Cina e l'Europa, diverse conoscenze siniche, tra cui l'alchimia e gli elisir, transitarono liberamente lungo la Via della seta fino alle corti della Cristianità occidentale. Il dominio Yuan fu caratterizzato da un enorme sincretismo religioso in Cina (v.si Religioni nell'Impero mongolo), con l'affermazione di fedi, fond. il buddhismo tibetano prediletto proprio da Kublai, che mal si conciliavano con la pratica taoista dell'alchimia e degli elisir.
L'alchimia taoista seguitò comunque ad essere praticata e fu proprio in questo periodo che gli alchimisti più cauti terminarono il cambio degli ingredienti dell'elisir di lunga vita da minerali e metalli a piante e animali. Un importante testimonianze dei tempi di Gengis Khan, fondatore dell'Impero mongolo di parte delle cui spoglie si sarebbe impossessato il Grankhanato degli Yuan (v.si Dissoluzione dell'Impero mongolo) testimonierebbe però un diffuso scetticismo, anche in seno al taoismo stesso, nei confronti degli elisir. Nel 1222, di ritorno dalle sue campagne nell'Asia centrale, Gengis Khan avrebbe incontrato nell'attuale Afganistan il daoshi Qiu Chuji (1148–1227) della Scuola Quanzhen (zh. 全真道S, Quanzhen DaoP, lett. "Via della Piena Verità o Via della Realizzazione Completa") chiedendogli dell'elisir di lunga vita al che il saggio rispose al condottiero che tale elisir non esisteva. Il Taoismo Quanzhen, miscelante elementi di taoismo, buddhismo e confucianesimo, fu non a caso la branca taoista dominante nella Cina Yuan.
Degli undici imperatori Yuan che si susseguirono nel secolo scarso di vita della dinastia, spesso prematuramente scomparsi a causa di congiure, alcolismo e malattie veneree, nessuno morì per avvelenamento da elisir.

### Dinastia Ming

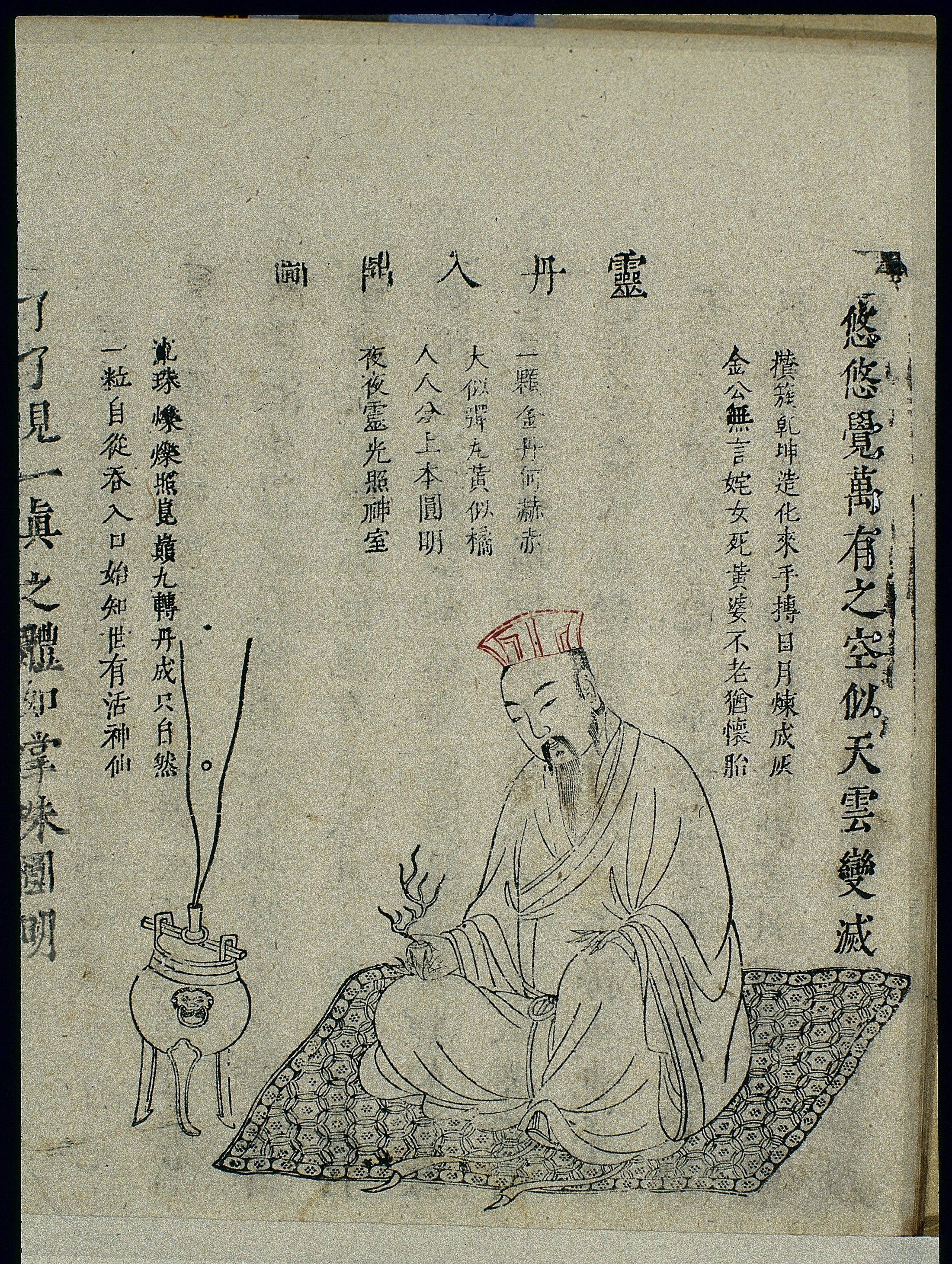
Raffigurazione della pratica neidan di «mettere l'elisir miracoloso nel treppiede [ding]» - xilo. in

La presa di potere della dinastia Ming (1368–1644) a discapito degli Yuan marcò la violenta riconquista cinese del potere in Cina. L'imperatore Hongwu (r. 1368–1398), fondatore della nuova dinastia, operò non a caso un'epurazione della cultura cosmopolita Yuan ed il suo figlio militare-letterato, Zhu Quan, compose persino un'enciclopedia che criticava e metteva al bando il buddismo riportando in auge il taoismo. In generale, i primi imperatori Ming favorirono particolarmente il taoismo, garantendo ai suoi praticanti molte posizioni negli uffici rituali dello stato. Ciò premesso, la dinastia disapprovò però fortemente la pratica dell'elisir di lunga vita e, già da Yongle (1402–1424) in poi, i Ming mutarono il loro atteggiamento nei confronti del buddhismo.
L'imperatore Jiajing (r. 1521–1567), fanaticamente devoto del taoismo a discapito dell'ormai imperante buddhismo, fu presumibilmente l'unico imperatore Ming a consumare elisir di lunga vita o, quanto meno, l'unico a morirne! Interessato all'arte dell'immortalità e troppo fiducioso di medici, maghi e alchimisti taoisti, dai lui miopicamente collocati nel sempre più debole apparato burocratico imperiale, s'affidò a tale Wang Jin, nominato medico assistente presso l'Accademia Imperiale di Medicina, che lo convinse a mangiare e bere da vasi fatti d'oro e argento alchemici per raggiungere l'immortalità, provocandone la morte. Wang fuggì ma fu catturato ed esiliato nel 1570 per ordine dell'avveduto figlio e successore di Jiajing, Longqing (r. 1567–1572), che provvedeva nel frattempo ad epurare la macchina statale dai ciarlatani taoisti di cui il padre s'era circondato.
Il classico Compendio della Materia Medica (zh. 本草綱目T, 本草纲目S, Běncǎo GāngmùP, lett. "Principi e specie delle radici e delle erbe") di Li Shizhen (1518–1593) del 1578 discute della tradizionale produzione d'elisir d'oro e cinabro concludendo che «[gli alchimisti] non si renderanno mai conto che il corpo umano, che vive di acqua e cereali, non è in grado di sostenere tali sostanze pesanti come l'oro e altri minerali nello stomaco e nell'intestino per un certo periodo di tempo. Quanto è cieco, nella ricerca della longevità, perdere invece la propria vita!» In un'altra sezione, Li critica gli alchimisti e i farmacologi per aver perpetuato la fede negli elisir di mercurio:
(Li Shizhen)

### Dinastia Qing
L'imperatore Yongzheng (r. 1722–1735) della dinastia Qing (1636–1912) fu l'ultimo sovrano cinese noto a morire per avvelenamento da elisir. Era un uomo superstizioso, influenzato da portenti e presagi, e un convinto sostenitore delle tecniche taoiste di longevità. Si pensa che l'assunzione di elisir dell'immortalità abbia causato la sua morte improvvisa nel 1735.

## Analisi dei dati storici
La tradizione cinese dell'uso di metalli pesanti tossici negli elisir di lunga vita ha paralleli storici nella medicina ayurvedica: rasa shastra è infatti la pratica ayurvedica di aggiungere metalli e minerali alle medicine a base di erbe; rasayana è una tradizione alchemica che utilizzava mercurio e cinabro per allungare la durata della vita; raseśvara è una tradizione che sosteneva l'uso del mercurio per rendere il corpo immortale; e samskara è un processo per disintossicare i metalli pesanti e le erbe tossiche.
Nel 1959, gli storici della scienza cinese Joseph Needham e Ho Peng-Yoke scrissero un articolo fondamentale sugli elisir alchemici velenosi. Basandosi sulle prime descrizioni cinesi dell'avvelenamento da elisir, dimostrarono in modo decisivo una stretta corrispondenza con i noti sintomi medici di avvelenamento da mercurio, avvelenamento da piombo e avvelenamento da arsenico. Analizzando le descrizioni storiche dell'imperatore Jin Ai (morto nel 365) che «non sapeva più cosa stava succedendo intorno a lui» e dell'imperatore Tang Wu Zong (morto nell'846) che era «molto irritabile, perdeva ogni normale autocontrollo nella gioia o nella rabbia [...] non poteva parlare per dieci giorni consecutivi» con i caratteristici effetti psicologici dell'avvelenamento da mercurio: passare da «irritabilità anormale a condizioni idiote, malinconiche o maniacali.» Needham e i suoi collaboratori discussero ulteriormente dell'avvelenamento da elisir nella serie Science and Civilization in China della Cambridge University Press.
Sebbene l'avvelenamento da elisir cinese possa portare alcuni a respingere l'alchimia cinese come un altro esempio di follie umane nella storia, Ho Peng-Yoke e F. Peter Lisowski rimarcano il suo influsso positivo nello sviluppa della medicina tradizionale cinese. La cautela data all'avvelenamento da elisir portò più tardi l'alchimia cinese a «sfumare impercettibilmente» nella iatrochimica, la preparazione della medicina con metodi chimici, «in altre parole chemioterapia», dando così un nuovo corso all'interpretazione del fenomeno che oggi convince anche altri studiosi come Yan Liu.
Uno studio recente ha rilevato che gli imperatori cinesi vivevano vite relativamente brevi, con un’età media alla morte degli imperatori di 41,3 anni, significativamente inferiore a quella dei monaci buddisti di 66,9 e dei medici tradizionali cinesi di 75,1. Le cause della morte imperiale erano malattie naturali (66,4%), omicidio (28,2%), tossicità da farmaci (3,3%) e suicidio (2,1%). L'omicidio ha provocato un'età di morte significativamente più bassa (età media 31,1) rispetto alla malattia (45,6), al suicidio (38,8) o alla tossicità dei farmaci (43,1, menzionando Qin Shi Huang che prendeva le pillole di mercurio dell'immortalità). Lo stile di vita sembra essere stato un fattore determinante e il 93,2% degli imperatori studiati erano eccessivamente indulgenti nel bere alcolici, nell’attività sessuale o in entrambi. Lo studio non tiene però debitamente conto della credenza cinese secondo cui il realgar (disolfuro di arsenico) e e l'orpimento (trisolfuro di arsenico), spesso usati negli elisir dell'immortalità, avevano proprietà afrodisiache ed erano quindi potenzialmente utilizzati dagli imperatori più lussuriosi.

## Spiegazioni ipotetiche
Una domanda significativa rimane senza risposta: se gli insidiosi pericoli dell’avvelenamento da elisir alchemici erano di dominio pubblico, perché i cinesi continuarono a consumarli per secoli? Joseph Needham e i suoi collaboratori suggerirono tre ipotetiche spiegazioni e Michel Strickmann ne propose un'altra.

### Euforia iniziale
La prima spiegazione di Needham e Lu è che molte preparazioni minerali alchemiche erano in grado di dare una "euforia iniziale" o un senso transitorio di benessere, che di solito comportava perdita di peso e aumento della libido. Questi effetti tonici preliminari avrebbero potuto agire come una sorta di "esca" per indurre chi assumeva l'elisir a sprofondare nell'intossicazione da sostanze, fino al punto di morte. Testi medici cinesi riportano che il realgar e l'orpimento erano afrodisiaci e stimolavano la fertilità, mentre il cinabro e gli elisir di zolfo aumentavano la longevità, allontanavano la fame e «alleggerivano il corpo», cioè 輕身T, QīngshēnP, che è una descrizione comune degli effetti dell'elisir.
Il vino, come accennato in precedenza, veniva prescritto sia per essere bevuto durante l'assunzione di pillole di elisir, sia per alleviare gli spiacevoli effetti collaterali dell'avvelenamento da elisir. Needham e Lu suggeriscono inoltre la possibilità che l'alchimia degli elisir includesse droghe allucinogene, identificando provvisoriamente il 不死之藥T, Busi zhi yaoP, lett. "Droga dell'immortalità" nell'agarico volante e il 不死之樹T, Busi zhi shuP, lett. "Albero dell'immortalità" nella betulla. L'elisir che Zhou Ziliang, discepolo di Tao Hongjing, prese per suicidarsi «probabilmente conteneva funghi allucinogeni e tossici.» Al giorno d'oggi, il vino di realgar viene ancora tradizionalmente consumato nella festa cinese nota come Festa delle barche drago (zh. 龍船節T, 龙船节S, LóngchuánjiéP o 龍舟節T, 龙舟节S, LóngzhōujiéP) che si tiene il quinto giorno del quinto mese del calendario cinese.

### Incorruttibilità del cadavere

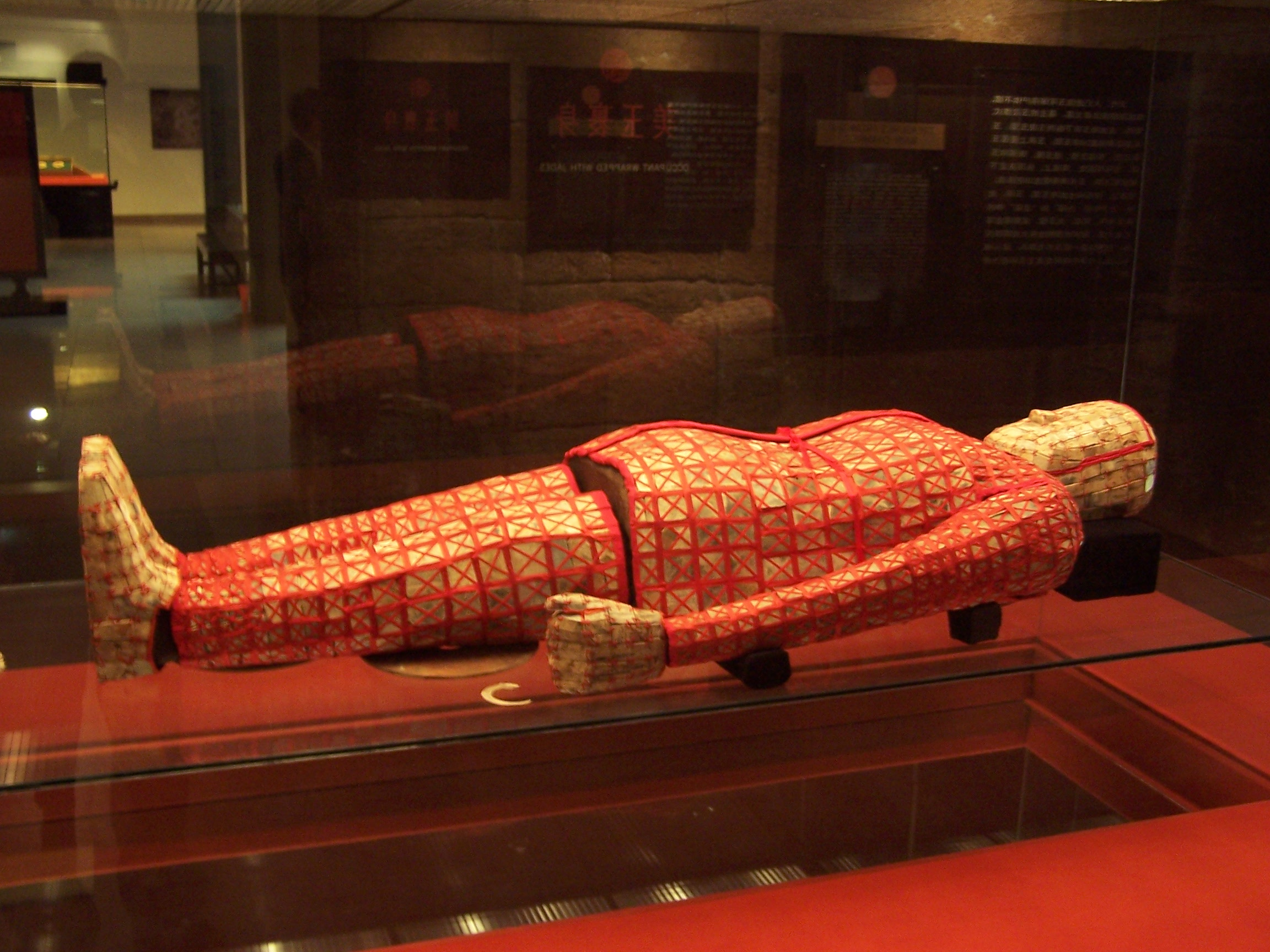
Abito funerario in giada del re Nanyue Zhao Mo (morto nel 122 a.C.)

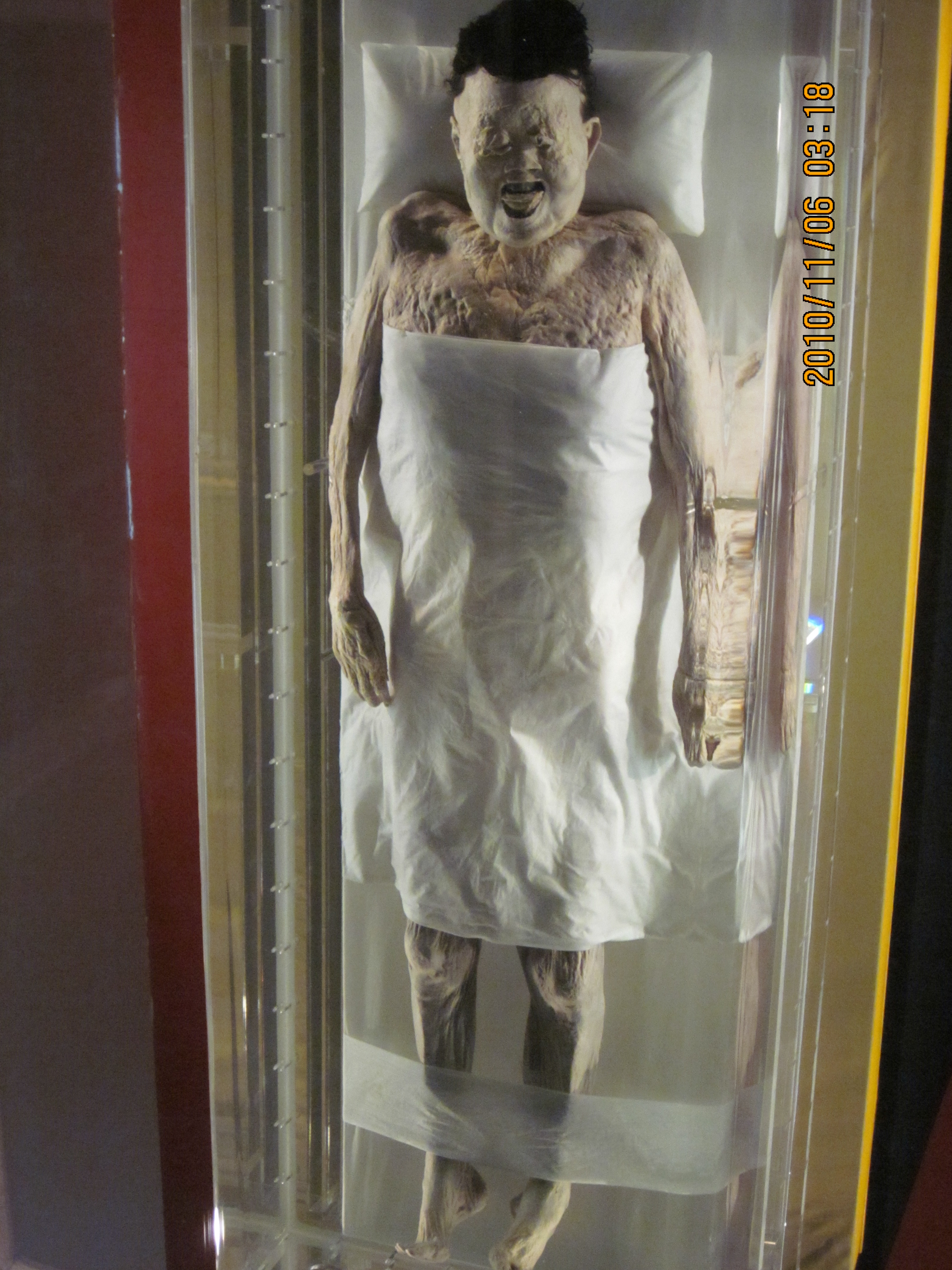
Il corpo conservato di Xin Zhui (morto nel 163 a.C.)

L'apparente incorruttibilità del cadavere di chi assume l'elisir di lunga vita è la seconda spiegazione proposta da Needham e Lu per la persistente credenza dei cinesi in questi composti veleniferi. Il fenomeno è ricondotto dagli autori all'avvelenamento da mercurio o arsenico, veleni noti all'antropologia forense per la loro capacità di preservare il cadavere dalla decomposizione. Per un credente nelle droghe taoiste dell'immortalità, anche quando chi prendeva l'elisir era inequivocabilmente morto, se il cadavere era relativamente indecomposto, ciò poteva essere interpretato come una prova che l'adepto era diventato uno xian (immortale), così come una prova dell'efficacia dell'elisir stesso.
L'incorruttibilità terminale era un'antica credenza cinese associata alla giada, all'oro e al cinabro. Il Baopuzi dice: «Quando l'oro e la giada vengono inseriti nei nove orifizi, i cadaveri non si decompongono. Quando il sale e la salamoia vengono assorbiti dalla carne e dal midollo, le carni essiccate non si deteriorano. Quindi, quando gli uomini ingeriscono sostanze in grado di apportare benefici al loro corpo e allungare le loro giornate, perché dovrebbe essere strano che [alcune di queste] conferiscano la vita perpetua?» Si credeva che l'abolizione della decadenza dimostrasse il potere degli elisir, «il corruttibile si era rivestito di incorruttibilità.» Gli abiti funerari in giada (zh. 玉衣S, Yù YīP, lett. "Veste di giada") della dinastia Han sono l'esempio più noto dell'uso di un minerale per preservare i cadaveri.
C'è la possibilità che il sopracitato Sun Simiao sia morto per l'assunzione di elisir di mercurio. Secondo la sua agiografia nel 續仙傳T, Xuxian zhuanP, lett. "Ulteriori biografie degli immortali" del X secolo, dopo la sua morte nel 682 non vi era alcun segno visibile di putrefazione tant'é che «dopo che era passato più di un mese non vi era alcun cambiamento nel suo aspetto, e quando il cadavere fu sollevato per essere deposto nella bara era leggero come [un fascio di] vestiti vuoti.»
Le storie d'incorruttibilità degli utilizzatori d'elisir non erano solo miti poiché recenti prove archeologiche hanno dimostrato che gli antichi cinesi sapevano come «ottenere una conservazione quasi perpetua.» Lo scavo di una tomba a Mawangdui nel 1972 rinvenne il corpo estremamente ben conservato di Xin Zhui, marchese di Dai e cancelliere del regno di Changsha durante la dinastia Han occidentale, morta nel 168, rassomigliante quello di «una persona morta solo una o due settimane prima» e la successiva autopsia vi rilevò «livelli anormalmente alti» di mercurio e piombo negli organi interni.

### Morte temporanea
La terza giustificazione di Needham e Lu per l'assunzione di elisir velenosi è la ricerca della «morte temporanea» indotta dalla droga, forse una trance o un coma. Nella leggenda classica sopra-citata di Wei Boyang che beve un elisir di immortalità, l'alchimista sembra morire, spaventando i suoi dubbiosi discepoli che fuggono, successivamente rinasce e prende più elisir per raggiungere l'immortalità.
Il Baopuzi descrive un elisir di nove volte splendore multicolore a base di cinque minerali che può riportare in vita un cadavere: «Se desideri resuscitare un corpo che non è morto da tre giorni interi, bagna il cadavere con una soluzione di una spatola del elisir blu, apri la bocca e inserisci un'altra spatola piena; subito rinascerà.»
Un testo taoista Tang prescrive l'assunzione d'elisir in dosi grandi la metà d'un chicco di miglio ma aggiunge che «se uno è sinceramente determinato e osa prendere un'intera spatola piena tutta in una volta, morirà temporaneamente [暫死T, zànsɐP] per mezza giornata o giù di lì, per poi ritornare in vita come qualcuno che si sveglia dal sonno. Ciò però è estremamente pericoloso.»

### Suicidio rituale
Michel Strickmann, studioso di taoismo e buddismo, ha analizzato la ben documentata alchimia della Scuola Shangqing, dominante in epoca Tang, ed in special modo i dati riguardanti la vita e la dottrina del sopracitato Tao Hongjing, concludendo che gli studiosi devono riesaminare lo stereotipo occidentale sul tema dell'avvelenamento accidentale da elisir imputato ad «alchimisti fuorviati e ai loro inconsapevoli mecenati imperiali.» Poiché la letteratura taoista delle Sei Dinastie e dei Tang descriveva in modo approfondito, «persino in modo estasiante», le qualità tossiche mortali di molti elisir, Strickmann propose che alcune delle morti alchemiche registrate fossero suicidi rituali intenzionali. Le tesi contraddittorie a Strickmann sono due. La prima si chiede perché difende la logica del suicidio alchemico anziché accettare semplicemente l'idea dell'avvelenamento accidentale da elisir, poiché Tao Hongjing non ha mai sperimentato l'alchimia abbastanza seriamente da riuscire a suicidarsi lui stesso ma non tiene conto del primo esempio di Strickmann: il discepolo di Tao, Zhou Ziliang che, secondo quanto riferito, le divinità di Shangqing istruirono a preparare un elisir velenoso e a suicidarsi per raggiungere l'immortalità. La seconda si limita a concordare che, stante l'analisi di Strickmann, «quasi ridicolo presumere che un taoista (cittadino o imperatore) possa essere morto per avvelenamento accidentale da elisir.»

### Esplicative
1. ↑  Needham 2000, p. 58.
«Al centro dell'antico Taoismo c'era un elemento artigianale, poiché sia i maghi che i filosofi erano convinti che con le proprie mani si potessero ottenere cose importanti e utili. Non partecipavano alla mentalità dello studioso-amministratore confuciano che sedeva in alto nel suo tribunale emettendo ordini e non impiegava mai le mani se non nella lettura e nella scrittura. Questo è il motivo per cui ovunque nell'antica Cina si trovano i germogli di una qualsiasi delle scienze naturali, i taoisti saranno sicuramente coinvolti. I fang shih 方士 o "gentiluomini che possiedono ricette magiche" erano certamente taoisti, e lavoravano in tutti i tipi di direzioni come impiegati delle stelle e meteorologi, uomini di conoscenza agricola e astuti, irrigatori e costruttori di ponti, architetti e decoratori, ma soprattutto alchimisti. In effetti, l’inizio di ogni alchimia spetta a loro se la definiamo, come sicuramente dovremmo, come la combinazione di macrobiotica e aurifazione.»

### Bibliografiche
1. ↑  (EN) Oxford English Dictionary, 2.ª ed., 2009.
2. ↑  Johnson 1928.
3. ↑  (EN) Axel Schuessler, ABC Etymological Dictionary of Old Chinese, Honolulu, University of Hawai'i Press, 2007,  p. 204, ISBN 9780824829759.
4. ↑  Needham e Lu 1974.
5. 1 2  Pregadio 2012.
6. 1 2  Liu 2012.
7. 1 2  DeWoskin 1983, p. 19.
8. 1 2 3  (EN) Ho Peng-Yoke, Li, Qi and Shu: An Introduction to Science and Civilization in China, Courier, 2000,  p. 184.
9. 1 2 3 4 5  (EN) Zhao Hai-Lu, Zhu Xun e Sui Yi, The short-lived Chinese emperors, in Journal of the American Geriatrics Society, vol. 54.8, 2006,  pp. 1295-1296.
10. 1 2  (EN) Zelin Madeleine, The Yung-cheng Reign, in Willard J. Peterson (a cura di), The Cambridge History of China, Volume 9, Part One: The Ch’ing Empire to 1800, 2002,  pp. 183-229.
11. ↑  Bokenkamp 2009.
12. ↑   Leonardo Vittorio Arena, Vivere il Taoismo, Oscar Mondadori,  p. 138, ISBN 88-04-40944-4.
13. ↑  Liezi, cap. 5.
14. ↑  DeWoskin 1983, pp. 22-29.
15. ↑  DeWoskin 1983, p. 379.
16. ↑  Needham 1956, p. 134.
17. ↑  Needham e Ho 1970, p. 316.
18. ↑  (EN) David Curtis Wright, The History of China, Greenwood Publishing Group, 2001,  p. 49.
19. ↑  Pregadio 2008, p. 199.
20. ↑  (EN) Khoon Choy Lee, Japan between Myth and Reality, World Scientific publishing, 1995, ISBN 981-02-1865-6.
21. ↑  DeWoskin 1983, p. 378.
22. ↑  Trad. in (EN) Arthur Waley, Notes on Chinese Alchemy (Supplementary to Johnson's A Study of Chinese Alchemy), in Bulletin of the School of Oriental Studies, vol. 6.1, 1930,  pp. 1-24.
23. ↑  Needham et al. 1976, p. 74.
24. ↑  Needham e Ho 1970, p. 322.
25. ↑  Pregadio 2000,  p. 166.
26. ↑  DeWoskin 1983, p. 38.
27. 1 2  Needham e Ho 1970, p. 326.
28. ↑  Needham et al. 1976, pp. 89-96.
29. ↑  Strickmann 1979, p. 192.
30. ↑  Needham e Ho 1970, p. 317.
31. ↑  Trad. in Needham e Ho 1970, p. 326.
32. ↑  Trad. in Tr. Strickmann 1979,  pp. 137-138.
33. ↑  (EN) Michel Strickmann, Saintly Fools and Chinese Masters (Holy Fools), in Asia Major, vol. 7.1, 1994,  pp. 35-57.
34. ↑  Trad. in Needham et al. 1976, p. 120 e Strickmann 1979, p. 162.
35. ↑  (EN) Grégoire Espesset, Tao Hongjing (陶弘景), in Pregadio 2008, v. 2 - pp. 968-971.
36. 1 2 3  Trad. in Needham e Ho 1970, p. 320.
37. ↑  Trad. in Needham e Ho 1970, p. 317.
38. ↑  Trad. in Needham e Ho 1970, p. 318.
39. 1 2  Trad. in Needham e Ho 1970, p. 319.
40. ↑  Needham et al. 1976, p. 151 e 182.
41. ↑  Needham e Ho 1970, p. 319.
42. ↑  Needham et al. 1976, p. 146.
43. ↑  Needham et al. 1976, p. 147.
44. ↑  (EN) Arthur Waley, The Poetry and Career of Li Po, MacMillan, 1950,  pp. 55-56.
45. ↑  (EN) Ho Peng Yoke, Goh Thean Chye e David Parker, Po Chu-i's Poems on Immortality, in Harvard Journal of Asiatic Studies, vol. 34, 1974,  pp. 163-86.
46. ↑  Pregadio 2000, p. 171.
47. ↑  Liu 2021, p. 109.
48. ↑  Needham et al. 1976, p. 133.
49. ↑  Needham et al. 1976, p. 135.
50. ↑  Liu 2021, pp. 106-119.
51. 1 2  Needham e Ho 1970, p. 330.
52. 1 2 3  Needham e Ho 1970, p. 335.
53. ↑  Needham et al. 1976, p. 182.
54. ↑  Trad. in Needham e Lu 1974, p. 283.
55. ↑  Needham e Lu 1974, p. 283.
56. ↑  Needham e Ho 1970, p. 331.
57. ↑  Trad. in Needham e Ho 1970, p. 331.
58. 1 2  Needham et al. 1976, p. 138.
59. 1 2 3  (EN) Ho Peng-Yoke e F. Peter Lisowski, A Brief History of Chinese Medicine, in World Scientific, 1997,  p. 39.
60. ↑  Needham e Ho 1970, pp. 332-333.
61. ↑  Needham et al. 1976, p. 180.
62. ↑  Zizhi Tongjian, v. 283.
63. ↑  Needham et al. 1976, p. 194.
64. ↑  Needham et al. 1976, p. 208.
65. ↑  Trad. in Needham e Ho 1970, p. 327.
66. ↑   Xian Zi, Tales from the Practice of Medicine: Ancient Chinese Forensic Medicine, su pureinsight.org, Pure Insight. URL consultato il 29 maggio 2012.
67. ↑  (EN) George Lane, Daily Life in the Mongol Empire, Greenwood Publishing, 2006,  pp. 138-139, ISBN 978-0-313-33226-5..
68. ↑  (EN) Sechin Jagchid, The Mongol Khans and Chinese Buddhism and Taoism, in The Journal of the International Association of Buddhist Studies, vol. 2, 1979,  pp. 7-28.
69. ↑  Jagchid 1979, p. 12.
70. ↑  Welch 1957, p. 154.
71. ↑  Pregadio 2008, v. 2.
72. ↑  (EN) Richard G. Wang, The Ming Prince and Daoism: Institutional Patronage of an Elite, Oxford University Press, 2012, ISBN 978-0-19-976768-7.
73. 1 2  Needham et al. 1976, p. 212.
74. 1 2  Trad. in Needham e Ho 1970, pp. 325-326.
75. ↑  Needham e Ho 1970.
76. ↑  Needham e Ho 1970, p. 327.
77. ↑  Fond. in Needham e Lu 1974 e Needham et al., 1976.
78. 1 2  Needham e Lu 1974, p. 285.
79. 1 2  Needham e Lu 1974, p. 282.
80. ↑  Needham e Lu 1974, p. 117.
81. ↑  Needham e Lu 1974, p. 296.
82. ↑   "La festa delle barche drago", su italian.cri.cn., cit.
83. ↑  Needham e Lu 1974, p. 298.
84. ↑  Needham e Lu 1974, p. 284.
85. ↑  (EN) Elizabeth Lyons, Chinese Jades (PDF), in Expedition Magazine Penn Museum, vol. 20, 1978,  p. 6. URL consultato il 28 settembre 2023 (archiviato dall'url originale l'11 maggio 2023). Ospitato su Penn Museum.
86. ↑  Trad. in Needham e Lu 1974, p. 298.
87. ↑  Needham e Lu 1974, pp. 303-304.
88. ↑  (EN) Miranda Brown, Did the Early Chinese Preserve Corpses? A Reconsideration of Elite Conceptions of Death, in Journal of East Asian Archaeology, vol. 4.1, 2002,  pp. 201-223.
89. ↑  (EN) Alchemy, Medicine and Religion in the China of A.D. 320: The Nei Pien of Ko Hung, traduzione di James R. Ware, MIT Press, 1966,  p. 82, ISBN 9780262230223..
90. ↑  Trad. Needham e Lu 1974, p. 295.
91. ↑  (EN) Isabelle Robinet, Taoist Meditation: The Mao-Shan Tradition of Great Purity, traduzione di Julian F. Pas e Norman J. Girardot, State University of New York Press, 1993.
92. ↑  Strickmann 1979, p. 191.
93. ↑  (EN) Ellen Chen, [Review of] Facets of Taoism: Essays in Chinese Religion by Holmes Welch and Anna K. Seidel, in Philosophy East and West, vol. 31.4, 1981,  pp. 545-549.
94. ↑  (EN) Victoria B. Cass, [Review of] Facets of Taoism: Essays in Chinese Religion by Holmes Welch and Anna K. Seidel, in Chinese Literature: Essays, Articles, Reviews 4.1, 1982,  pp. 91-93.

### Fonti
Storia imperiale cinese
- (ZH) Li Dashi e Li Yanshou, 南史T, 南史S, NánshǐP, Lâm-súW [Storia delle dinastie meridionali], 二十四史S, Èrshísì ShǐP, lett. "Ventiquattro Storie", 659.
- (ZH) Liu Xu, 唐書T, 唐书S, TángshūP, T'angshuW [Libro dei Tang], 二十四史S, Èrshísì ShǐP, lett. "Ventiquattro Storie", 945.
- (ZH) Sima Guang (a cura di), 資治通鑑T, Zīzhì TōngjiànP, Tzŭ1-chih4 t'ung1-chien4W, lett. "Specchio comprensivo per l'aiuto nel governo", 1084.
- (ZH) Ouyang Xiu et al., 新唐書T, 新唐书S, Xīn TángshūP, Hsin T'angshuW [Nuovo libro dei Tang], 二十四史S, Èrshísì ShǐP, lett. "Ventiquattro Storie", 1060.

Trattati cinesi di alchimia
- (ZH) Wei Boyang, 周易參同契T, 周易参同契S, Zhōuyì Cāntóng qìP, lett. "La parentela dei tre [secondo il] Libro dei Mutamenti", c. 142.
- (ZH) Ge Hong, 抱樸子T, 抱朴子S, BaopuziP, [Libro del] Maestro [che] abbraccia la semplicitàW, c. 320.
- (ZH) Sun Simiao, 太清真人大丹T, Taiqing zhenren dadanP, lett. "Grandi elementi essenziali di purezza dei manuali di elisir per la trasmissione orale", c. 640.
- (ZH) 真元妙道要略T, Zhenyuan miaodao yaolüeP, lett. "Sinossi degli elementi essenziali del misterioso Dao della vera origine", VIII-IX secolo.

Trattati cinesi di medicina
- (ZH) 玄解錄T, Xuanjie luP, lett. "Registrazione di antidoti misteriosi", c. 850.
- (ZH) Shen Kuo, 夢溪筆談T, 梦溪笔谈S, Meng Xi Bi TanP, lett. "Saggi dello Stagno dei Sogni", 1088.
- (ZH) Li Shizhen, 本草綱目T, 本草纲目S, Běncǎo GāngmùP, lett. "Principi e specie delle radici e delle erbe" [Compendio della Materia Medica], 1578.

Classici taoisti
- (ZH) Lie Yukou, 列子S, Liè ZǐP, lett. "Libro del Vuoto Perfetto", II-III secolo  [IV secolo a.C.?]. già parte del 冲虚经S, lett. "Trattato del Vuoto Perfetto"

### Studi
- (EN) Stephen R. Bokenkamp, Daoist Pantheons, in John Lagerwey e Pengzhi Lü (a cura di), Early Chinese Religion, Part Two: The Period of Division (220–589 AD), Brill, 2009,  pp. 1179-1214.
- (EN) Doctors, Diviners, and Magicians of Ancient China: Biographies of Frang-shih, traduzione di Kenneth J. DeWoskin, Columbia University Press, 1983.
- (EN) Obed S. Johnson, A Study of Chinese Alchemy, rist., New York, Arno P, 1974  [1928 Shangai Press].
- (EN) Yan Liu, Healing with Poisons: Potent Medicines in Medieval China, University of Washington Press, 2021, ISBN 9780295748993.
- (EN) Joseph Needham e Ping-Yü Ho, Elixir poisoning in medieval China, in Janus, vol. 48, 1970  [1959],  pp. 221-251. rist. in (EN) Clerks and Craftsmen in China and the West: lectures and addresses on the history of science and technology, Cambridge University Press,  pp. 316-339.
- (EN) Joseph Needham e Gwei-djen Lu, Science and Civilisation in China, 2: History of Scientific Thought, Cambridge University Press, 1956.
- (EN) Joseph Needham e Gwei-djen Lu, Science and Civilisation in China, 5: Chemistry and Chemical Technology. Part 2, Spagyrical Discovery and Inventions: Magisteries of Gold and Immortality, Cambridge University Press, 1974, DOI:10.1086/ahr/82.4.1041, ISBN 0-521-08571-3.
- (EN) Joseph Needham [et al.], Science and Civilisation in China, 5: Chemistry and Chemical Technology. Part 3, Spagyrical Discovery and Inventions: historical survey, from Cinnabar Elixirs to Synthetic Insulin, Cambridge University Press, 1976, ISBN 9780521210287.
- (EN) Joseph Needham, Science and Civilisation in China, 6, Biology and Biological Technology; Part 6, Medicine, Cambridge University Press, 2000.
- (EN) Fabrizio Pregadio, Elixirs and Alchemy, in Livia Kohn (a cura di), Daoism Handbook, Brill, 2000,  pp. 165-195.
- (EN) Fabrizio Pregadio (a cura di), The Routledge Encyclopedia of Taoism, 2 v., Routledge, 2008.
- (EN) Fabrizio Pregadio, The Way of the Golden Elixir: An Introduction to Taoist Alchemy, Golden Elixir Press, 2012.
- (EN) Michel Strickmann, On the Alchemy of T'ao Hung-ching, in Holmes Welch e Anna Seidel (a cura di), Facets of Taoism: Essays in Chinese Religion, Yale University Press, 1979,  pp. 123-192.
- (EN) Bryan S. Turner, Piety, Prolongevity and Perpetuity: The Consequences of Living Forever, in Elizabeth Burns Coleman e Kevin White (a cura di), Medicine, Religion, and the Body, Brill, 2009,  pp. 79-104.
- (EN) Holmes Welch, Taoism: The Parting of the Way, Beacon Press, 1957.